# Вселенная Mass Effect
Вселенная Mass Effect — вымышленная вселенная, в которой происходят события книг, игр и комиксов из серии Mass Effect. Вселенная имеет такую же структуру, что и реальная — Галактики (Млечный Путь и Андромеда), также состоят из звёздных скоплений, состоящих, в свою очередь, из планетных систем. Главная особенность этого фантастического мира — так называемый «эффект массы» (англ. mass effect), который лежит в основе многих технологий и особых способностей некоторых персонажей. Во вселенной Mass Effect Галактика населена множеством разумных видов, вместе с которыми человечество составляет галактическое общество.
Вымышленный мир Mass Effect типичен для жанра космическая опера — жителям Галактики доступны мощные фантастические технологии, позволяющие решить многие проблемы. В то же время, этот мир далёк от утопического — социальные проблемы приобрели галактический масштаб, имеет место ксенофобия и сепаратизм. В серии повествуется о приключениях капитана Шепард(а) и его верном экипаже, стремящихся остановить Жнецов.

## Особенности
У вселенной Mass Effect есть ряд характерных особенностей, отличающих данный вымышленный мир от реального.

### Нулевой элемент
Редкое вещество, называемое нулевым элементом или НЭ (англ. Element Zero), при подаче на него электрического заряда начинает производить поле тёмной энергии, которое снижает или повышает массу всех предметов внутри него. Это явление, получившее название «эффект массы» (англ. mass effect), нашло применение в многочисленных областях, начиная от создания искусственной гравитации до производства особо прочных строительных материалов. Наиболее успешно оно используется при перелётах со сверхсветовой скоростью. Выпадая в узлах нервной системы, этот элемент является причиной возникновения биотических способностей.
НЭ образуется, когда твёрдый материал, например поверхность планеты, подвергается воздействию энергии, выделяемой при взрыве сверхновой. Этот материал часто содержится в осколках астероидов, вращающихся вокруг нейтронных звёзд и пульсаров. Горные работы в таких местах очень опасны и требуют использования робототехники, средств телеприсутствия и защитного оборудования, чтобы работать в условиях излучения огромного уровня, исходящего от взорвавшейся звезды. Лишь немногие крупные корпорации могут позволить себе расходы, необходимые для разработки этих месторождений.Люди отыскали очищенный образец нулевого элемента на Марсе, что позволило им открыть эффект массы и осуществить межзвёздный скачок.

### Эффект массы
Эффектом массы (англ. mass effect) называется физическая аномалия, изменяющая массу тела. Данная аномалия создаётся полем (так называемое поле эффекта массы), которое возникает при воздействии заряда на нулевой элемент. При действии положительного заряда возникает поле, увеличивающее массу, при действии отрицательного — уменьшающее массу. Этот эффект лежит в основе многих технологий, например, перемещение на сверхсветовых скоростях, разнообразные производства (например, броня «Силарис» из синтетических алмазов, которую можно установить на «Нормандию SR-2»). Кинетические барьеры также создаются с помощью данного эффекта. Также существуют индивиды, способные создавать поля эффекта массы, их принято называть биотиками.

### Биотика
Биотика — способность некоторых форм жизни создавать поля эффекта массы и взаимодействовать с тёмной энергией, используя частицы нулевого элемента в своих телах. Эти способности можно улучшить с помощью био-усилителей. Биотики могут атаковать врагов издали, поднимать их в воздух, порождать гравитационные вихри, разрывающие все на части, создавать защитные барьеры.

### Ретрансляторы

Ретранслятор в действии

В галактике существует система устройств, называемых ретрансляторами (англ. mass relay), главной функцией которых является мгновенное перемещение из одной точки галактики в другую. Ретрансляторы созданы Жнецами, поэтому принцип работы пока не раскрыт ни одной из живущих в галактике видов, и лишь протеане смогли создать несовершенную уменьшенную версию. Ретрансляторы делятся на 2 группы: первичные и вторичные. Первичные имеют строго определённую пару (другой первичный ретранслятор), который может находиться в другом конце галактики. Вторичные осуществляют перемещение к любому ретранслятору, находящемуся в радиусе действия. Существует множество отключённых первичных ретрансляторов, так как первичный ретранслятор обычно включают, когда будет определена его пара — из-за ненулевой вероятности столкнуться с чем-нибудь опасным. Незнание людьми этого правила и привело к Войне Первого Контакта.
Первым ретранслятором, открытым землянами, оказался Харон (обмёрзший льдом), использовавший Плутон в качестве «гравитационного якоря». Это был первичный ретранслятор, ведший к Арктуру.
Для уничтожения ретранслятора требуется колоссальное количество энергии, причём количество выделяющейся значительно превосходит затраченную и сравнимо с образованием сверхновой. Образование сверхновой ретранслятор может пережить без повреждений, лишь будучи выбитым со своей орбиты. Взять образец материала ретранслятора оказалось невозможным.

### Оружие
В основе большинства видов оружия лежит технология разгона металлического снаряда, находящегося в поле эффекта массы, с помощью электромагнитных сил (масса снаряда варьируется от нескольких граммов у ручного оружия, до нескольких килограммов у орудий кораблей). Например, главное орудие дредноута «Эверест» разгоняет «болванку» весом 20 килограммов до 1,3 % скорости света, что эквивалентно ядерной бомбе с мощностью 38 килотонн — каждые пять секунд. Даже Жнецы используют версию электромагнитного оружия, стреляющую струёй расплавленного металла.
Энергетическое оружие менее популярно. Лазеры с компьютерным наведением используются в противоракетной и противоистребительной роли, но для боя «корабль-корабль» им не достаёт дальности, а зачастую — и мощности против многослойной брони, однако против них бессильны кинетические барьеры. Пучковое оружие — самый редкий тип. В Mass Effect любое ручное электромагнитное оружие можно было превратить в пучковое, заметно уменьшая убойную силу, но позволяя части урона проникать через кинетические барьеры врага. Протеане, как и их «потомки» Коллекционеры, однако, довели его до эффективного и мощного средства уничтожения: корабельный излучатель разрушил «Нормандию» за один залп, а ручная версия крайне эффективна против любых щитов и, в протеанском варианте, имеет практически бесконечный боезапас. Гетам удалось создать плазменный дробовик и четырёхствольный пулемёт, но ядро плазменных зарядов — всё ещё твёрдое; их «импульсная винтовка» — на самом деле продвинутая версия обычной, с варьирующейся скорострельностью и повышенной пробиваемостью щитов.
Ракетное оружие также потеснено. В космических боях используются «дезинтегрирующие торпеды» — оружие малой дальности, запускаемое по нескольку штук (в связи с развитием лазерных систем противоракетной обороны) с истребителей и фрегатов, при подходе к цели создаёт поле эффекта массы, чтобы увеличить свою кинетическую энергию и пробить щиты, потом поражающее корпус хаотическими полями эффекта массы. В качестве пехотного оружия ракеты имеют необычную роль: в Mass Effect «противотанковые» разновидности врагов были вооружены штурмовыми винтовками, способными также запускать ракету на манер винтовочной гранаты, без каких-либо дополнительных приспособлений. Mass Effect 2 вводит тяжёлое оружие как класс, одним из его представителей является ракетная установка, другим — гранатомёт. Кроме того, единственная активная способность класса «солдат» во второй и третьей играх — выстрел маленькой ракетой из любого оружия. Скорострельная пушка-пусковая установка ракет является вооружением летающего танка М-44 «Молот».

### Кинетические барьеры
Кинетический барьер или щит — это поле эффекта массы, способное останавливать движущиеся на высоких скоростях объекты. Монтируются как на станциях и кораблях, так и в бронекостюмах пехотинцев, а также могут вырабатываться биотиками.

### Искусственный интеллект
На момент событий серии, в этой вселенной существует искусственный интеллект. Основными его обладателями являются геты и Жнецы, но современному понятию об ИИ более точно соответствует интеллект на базе «bluebox». «Bluebox» называется специальное устройство, в котором после загрузки специального программного обеспечения появляется личность. В результате восстания гетов все разработки в области ИИ были запрещены Советом Цитадели, (или ужесточены; согласно Тали, запреты существовали и раньше, но геты были созданы без формального их нарушения) что не мешает и Альянсу Систем, и «Церберу» создавать работоспособные ИИ, последним — с включением технологий Жнецов. Известно, что на Иллиуме корпорации также занимаются разработкой ИИ (хотя и имеют проблемы с реализацией после нападения «Властелина»), для этих целей иногда привлекаются инженеры-кварианцы.
Правозащитные организации считают определение «искусственный интеллект» узаконенным «расизмом» и настаивают на определениях «синтетический интеллект» или «синтетик».
На Цитадели повсюду развешана социальная реклама, призывающая проявлять особую осторожность при контактах с нелегальными ИИ. В качестве иллюстрации используется картинка гета.

### Виртуальный интеллект
Виртуальный интеллект — это усовершенствованная форма программного пользовательского интерфейса. ВИ использует различные методы симуляции естественного разговора, включая аудиоинтерфейс и изображение личности, с которой происходит взаимодействие. Несмотря на то, что ВИ может демонстрировать убедительные признаки разума, они неспособны самообучаться и принимать самостоятельные решения.

### Профессиональный военный код
Профессиональный военный код (ПВК) Альянса систем — своеобразная модификация кодов типа кода ВУС или американского MOS code. Согласно внутриигровому кодексу «Mass Effect» ПВК обозначает род профессии (обозначается одной из 26 букв латинского алфавита) и степень квалификации (цифрой от 0 до 7, где 7 — высшая степень). В игре упоминается как минимум 2 таких кода: N7 и B4. N означает принадлежность к спецвойскам (англ. Special Forces, то есть десантно-диверсионные войска).

### Система званий Альянса
Согласно внутриигровому кодексу «Mass Effect» Альянс использует новую систему званий, модифицированную относительно старой, использовавшейся сотни лет. Под старой системой, видимо, подразумеваются системы званий типичные для англоязычных стран.
Модификация заключается в унификации командования под главенством флота (космического), где наземные войска (они же космопехота [ англ. marines ]) являются лишь родом войск флота, также как и эскадрильи истребителей. Так как значение любых войск теряется без контроля орбиты.
Очевидно, что звания заимствованы главным образом у системы званий США. Точнее, налицо комбинация лестниц званий нескольких родов войск с частичными перестановкой (см. положение звания майор) либо переименованием некоторых званий (добавлением или заменой типичных слов в составных званиях), создав этим ряд уникальных званий. Но количество ранговых ступеней значительно меньше, чем в источнике заимствования, хотя масштабы войск и гораздо больше.
Таким образом, система званий Альянса являет собой новую унифицированную уникальную систему званий общекосмических войск. Тем примечательней то, как она была локализована на русский. Часть званий была просто переведена, части попытались найти эквиваленты среди российских званий, а для части нашли эквиваленты среди американских званий и перевели уже их.
В таблице можно увидеть систему званий Альянса согласно внутриигровому кодексу «Mass Effect». Стоит отметить, что для наземных войск ряд званий имеет названия отличные от общефлотских.
| Таблица званий Альянса          | Таблица званий Альянса          | Таблица званий Альянса | Таблица званий Альянса |
| В локализации                   | В локализации                   | В оригинале            | В оригинале            |
| Флот                            | Космопехота                     | Navy                   | Marines                |
| РЯДОВОЙ СОСТАВ                  | РЯДОВОЙ СОСТАВ                  | ENLISTED               | ENLISTED               |
| ------------------------------- | ------------------------------- | ---------------------- | ---------------------- |
| Служащий 3-го класса            | Рядовой 2-го класса             | Serviceman 3rd Class   | Private 2nd Class      |
| Служащий 2-го класса            | Рядовой 1-го класса             | Serviceman 2nd Class   | Private 1st Class      |
| Служащий 1-го класса            | Капрал                          | Serviceman 1st Class   | Corporal               |
| СЕРЖАНТСКИЙ СОСТАВ              | СЕРЖАНТСКИЙ СОСТАВ              | NCOs                   | NCOs                   |
| Сержант вспомогательной службы  | Сержант вспомогательной службы  | Service Chief          | Service Chief          |
| Сержант артиллерии              | Сержант артиллерии              | Gunnery Chief          | Gunnery Chief          |
| Сержант оперативного управления | Сержант оперативного управления | Operations Chief       | Operations Chief       |
| ОФИЦЕРЫ                         | ОФИЦЕРЫ                         | OFFICERS               | OFFICERS               |
| Младший лейтенант               | Младший лейтенант               | 2nd Lieutenant         | 2nd Lieutenant         |
| Лейтенант                       | Лейтенант                       | 1st Lieutenant         | 1st Lieutenant         |
| Штабной лейтенант               | Штабной лейтенант               | Staff Lieutenant       | Staff Lieutenant       |
| Капитан-лейтенант               | Капитан-лейтенант               | Lieutenant Commander   | Lieutenant Commander   |
| Начальник штаба                 | Начальник штаба                 | Staff Commander        | Staff Commander        |
| Капитан                         | Майор                           | Captain                | Major                  |
| Контр-адмирал                   | Генерал                         | Rear Admiral           | General                |
| Адмирал                         | Адмирал                         | Admiral                | Admiral                |
| Адмирал флота                   | Адмирал флота                   | Fleet Admiral          | Fleet Admiral          |

### Галактические летоисчисление и сутки
В Млечном пути используется своё летоисчисление, ведущее свой отсчёт от года основания Совета Цитадели и начала так называемой «Эры Цитадели» (500 год до н. э. в человеческом летоисчислении). Стандартный галактический год составляет 310 галактических суток и является средним промежутком времени между годами азари, саларианцев и турианцев, и всего в 1,09 раз длиннее земного года.
В отличие от земного часа, каждый галактический час делится на сто минут, состоящих из ста секунд. Причём каждая галактическая секунда приблизительно вдвое короче земной. В галактических сутках, в отличие от земных двадцать часов, однако, из-за разницы в длине секунд, минут и часов, стандартные галактические сутки примерно на пятнадцать процентов длиннее земных.

## Разумные виды Млечного Пути
Фантастический мир серии Mass Effect населён множеством вымышленных разумных видов, причём с выходом новых произведений их количество увеличивается.

### Азари

Лиара Т’Сони, азари

Азари (англ. Asari) — один из видов, входящих в состав Совета Цитадели. Как в Совете, так и в своих системах, проводят политику, направленную на мирное решение проблем. Государственная система гибка и демократична.
Внешне азари воспринимаются как похожие на женщин гуманоидные существа, того вида, к которому принадлежит наблюдатель. В игре всё показано с точки зрения человека, но во второй части есть соответствующие отсылки. Главным отличием является сине-голубая кожа (цветовая гамма сине-фиолетовая), а также отростки, похожие на щупальца, которые начинаются по периметру лица и сходятся сзади в своеобразный пучок. Среднестатистическая азари немного меньше человека. Во второй части игры, проходя мимо мальчишника на Иллиуме, можно услышать, что турианец и саларианец видят азари похожими на представителей своего вида.
Основной особенностью азари является то, что они — однополый вид (по стандартам других видов они — всё-таки женщины). Но, несмотря на это, они не асексуальны. Азари передают потомству два набора генов. При этом второй набор видоизменяется во время процесса, называемого «слиянием» или «соединением». В процессе «слияния» азари сознательно подстраивают свою нервную систему под нервную систему партнёра, отправляя и получая электрические импульсы непосредственно через кожу. Партнёром азари может быть представитель любого вида и пола. Фактически, азари и её партнёр на короткое время формируют единую нервную систему. Соединяя нервные системы, азари формируют единую ДНК, которая включает в себя генетический материал обоих родителей. Именно поэтому азари могут быть с любым представителем другого вида, но ребёнок всегда будет азари.
Считается, хотя и не доказано, что ребёнок от представителя другого вида улучшает генофонд азари. Проблема связей с другими видами вселенной порождает и предрассудки: «чистые азари» с предубеждением относятся к тем, у кого в роду были инопланетные предки, а те ещё больше презирают «чистокровок». Также многие нечистокровные азари формируют стереотипы поведения, касающиеся неазарийских родителей. Те, чьим предком был кроган, ведут себя несколько брутально, те, у кого один из родителей батарианец, не прочь вести дела с системами Терминус, хорошо понимая пиратскую психологию.
Необычные возможности нервной системы (надо сказать, их нервная система не стволовая, а сотовая) также дают азари определённую способность к телепатии, а высокий естественный уровень нулевого элемента способствует естественной и почти поголовной способности к биотике без каких-либо имплантатов. Обучение пользованию биотикой является обязательным школьным предметом.
Примечательно, что азари живут около 1000 земных лет и за это время проходят 3 стадии: дева (до 350 лет), дама (350—700 лет) и матриарх (от 700). Первой стадии характерна активная деятельность, второй — замедление деятельности, создание семьи, а третьей — участие в культурной и политической жизни.
Также среди азари возможно появление так называемых ардат-якши — азари с врождённым генетическим дефектом, который делает невозможным процесс размножения и приводит к смерти партнёра. Такие особи встречаются крайне редко, обычно среди детей двух азари.
Как выясняется в «Mass Effect 3», азари находятся далеко впереди других видов с технологической точки зрения благодаря протеанскому маяку, спрятанному в древнем храме на Тессии, в котором находится ИИ, обучающий азари знаниям. По словам Явика, маяк был оставлен на Тессии намеренно, так как протеане предвидели огромный потенциал в виде азари. Также протеане вмешивались в геном азари и наделили их биотическими способностями, в результате чего практически каждая азари — биотик с рождения.

### Артенни
Артенни (англ. Arthenn) — древний вид.
Артенни были процветающей на нескольких мирах, в системе Зелена, около 300 000 лет назад, цивилизацией. Их родным миром, вероятнее всего, был Гелиме, мёртвая планета, где все сложные формы жизни были уничтожены в неизвестном катаклизме (предположительно, это были Жнецы). Третья планета в системе, Эфо, разрабатывалась или была заселена и использована для других нужд, пока эти населённые пункты не были уничтожены кинетическим сотрясением (толчком). Газовый гигант Гелон, расположенный на окраине звёздной системы, был месторасположением комплекса, добывающего Гелий-3. Строительный мусор, который был обнаружен во время исследования, предполагает, что артенни владели технологиями, которые были равны новейшим технологиям современного галактического сообщества.

### Батарианцы

Батарианец

Батарианцы (англ. Batarians) — вид, ныне не имеющий посольства на Цитадели, которое было закрыто в знак протеста против политики Совета Цитадели, отказавшегося закрепить за батарианцами Скиллианский предел — нейтральную территорию, к активной колонизации которой приступил Альянс Систем. Между правительством батарианцев и Альянсом до сих пор имеется жёсткая конфронтация, которая периодически выливается в небольшие столкновения. Известно, что неофициально батарианское правительство финансирует террористические организации и группы наёмников, которое периодически организуют нападения на различные объекты Альянса. Пиком противостояния стал «Скиллианский блиц» — нападение на Элизиум, одну из самых больших колоний Альянса в Скиллианском пределе. Ответным действием Альянса стало уничтожение базы батарианцев на планете Торфан.
Комплекция батарианцев практически аналогична человеческой, но строение лица сильно отличается: у батарианца 2 пары глаз и отсутствует чётко выраженный нос. Также значительно отличается пигментация кожи — она может быть жёлтой, зелёной и даже коричневой. Учитывая слова протеанина Явика о распространённости четырёх глаз у видов его цикла, можно предположить, что батарианцы древнее многих видов этого цикла и оставлены Жнецами в прошлый цикл из-за их неразвитости.
Батарианское общество разделено на касты, между которыми существует сложная система общения, которую обеспечивает Батарианская Гегемония. Работорговля является для батарианцев культурной нормой.
Во время вторжения Жнецов в Галактику батарианский родной мир Хар’шан подвергается массированному нападению, подавляющему любое сопротивление. Вид батарианцев находится на грани вымирания. Это случилось, отчасти, благодаря тому, что многие правительственные чиновники подверглись индоктринации мёртвого Жнеца в системе и отключили системы планетарной обороны. Остатки батарианского флота могут принять участие в финальном сражении против Жнецов.

### Волусы

Волус

Волусы (англ. Volus) — один из немногих видов, для дыхания которых непригодна азотно-кислородная смесь, потому что для многих биохимических процессов волусов необходим аммиак; также для них естественным является давление в 5—6 атмосфер. Поэтому им для нахождения на большинстве планет и станций необходим скафандр. Из-за высокой гравитации на родной планете рост волусов редко превышает 1 метр, что компенсируется плотным телосложением. Культура волусов основана на торговле всем, в том числе друг другом, а потому волусы — прирождённые предприниматели.
Отказавшись от государства, волусы отказались и от войны, поэтому строили свои города не в стратегически укреплённых районах, а на перекрёстках торговых путей. Это сделало их лёгкой мишенью для Жнецов, начинающих атаку с уничтожения инфраструктуры.
Волусы достаточно давно имеют представительство на Цитадели, но представителя в Совете Цитадели не имеют. Многие волусы очень успешно реализуют себя в торговой и банковской сферах, а также являются авторами закона о единой банковской системе (система универсальных денег — кредитов). Военная система волусов ограничена одним дредноутом (который, однако, первоклассно вооружён) и некоторым количеством других космических кораблей и неспособна обеспечить необходимую безопасность, поэтому они добровольно перешли под протекторат Турианской Иерархии.

### Ворка

Ворка

Ворка (англ. Vorcha) — один из самых короткоживущих разумных видов: средняя продолжительность жизни у них не превышает 20 лет. Это связано с чрезвычайно быстрым метаболизмом. Также ворка обладают очень развитой системой регенерации, которая позволяет им восстанавливать даже утраченные конечности. У ворка наблюдается широкая изменчивость фенотипа, что практически остановило эволюцию вида. Ворка имеют комплекцию, сходную с человеческой, но лицо имеет ряд сильных отличий: характерное строение рта и носа, красные глаза.
Родная планета ворка — Хешток (Бездна Шрайка, Кизил) — бедна ресурсами и негостеприимна, уровень технологий на порядок ниже уровня других видов, поэтому многие ворка стараются с неё улететь, вступив в ряды наёмников, где к ним относятся как к пушечному мясу.
Из-за высокой социальной приспособляемости ворка создают впечатление разумных существ, однако многие ставят этот факт под сомнение. Хотя Жнецы (через Коллекционеров) знали о существовании ворка, неизвестно никаких планов относительно этого вида. Возможно, она даже не рассматривается как жертва Цикла. Прочие виды (кроме кроганов) также относятся к ворка как к паразитам, с ними не устанавливались дипломатические контакты, а доступ на Цитадель и на большинство планет им официально запрещён. Кроганы же относятся к ним как пушечному мясу для своих банд. Впрочем, в третьей части их можно привлечь к строительству Горна (сформировав инженерный отряд) и войне со Жнецами (при спасении обученного людьми и турианцами истребительного крыла) — и там, и там они покажут себя более чем достойно.

### Геты

Трое гетов и шагающий танк

Геты (англ. Geth) — кварианоморфная форма синтетической жизни, обладающая ИИ, существование которой признано Советом Цитадели, который регулирует взаимоотношения с ними специальным законом «О непровоцировании». Созданы около 300 лет назад (на момент событий игры) кварианцами в качестве рабочей силы. Первоначально технически не превосходили ВИ, но за счёт заложенной при создании возможности самообучения и наличия нейронной связи между отдельными платформами у гетов развился интеллект. Данный факт был замечен кварианцами, и была предпринята попытка отключения гетов, что спровоцировало конфликт между ними и их создателями. В ходе конфликта, известного как «Утренняя война», кварианцы понесли большие потери и были вынуждены покинуть свои миры. Вопреки опасениям, геты не стали преследовать своих создателей и избрали политику изоляционизма, которой придерживались около 300 лет. Выражением этой изоляции стало строительство сферы Дайсона в кварианской звёздной системе.
Изоляция была нарушена Властелином, который предложил им технологию, к которой геты стремились — сервер (тело жнеца), куда они бы смогли загрузить своё программное обеспечение, в обмен на службу. Это предложение разделило гетов на два течения:

#### Истинные геты
Часть гетов, которая отвергла предложение Властелина и избрала свой путь развития. Они продолжили политику изоляционизма и самостоятельного развития. Считают, что органическая жизнь имеет право на самоопределение, то есть не стремятся её уничтожить, но и не собираются позволять кому-либо мешать им. Своей основной целью считают самосовершенствование. Несмотря на изоляцию, изучают другие виды, одна платформа (Легион) была отправлена следить за Шепардом.

#### Геты-еретики
Другая часть гетов, которая приняла власть Жнецов. В отличие от истинных гетов, отрицают право на существование органической жизни, но составляют не более 5 % от всей численности гетов. Основной противник в Mass Effect, встречаются в Mass Effect 2 и Mass Effect 3.

#### Особенности гетов
- На одну платформу обычно устанавливается несколько программ, то есть одним телом управляют несколько разумов. Например, Легионом управляют 1183 программы, в то время как рядовым гетом — до 100 программ. Чем больше программ работают вместе (как на одной, так и на нескольких связанных нейросетью платформах), тем сложнее их мышление.
- Гет практически бессмертен — после уничтожения платформы данные (воспоминания) сохраняются на сервере.
- Для гета тело довольно условно — программа может быть загружена на любую подходящую платформу.
- Поскольку геты связаны нейросетью, все их воспоминания являются общими, но по каждому вопросу у каждого гета может быть своё мнение. Все вопросы решаются в процессе обсуждения; огромная скорость и эффективность обмена данными позволяет им достигать консенсуса по большей части вопросов с невероятной скоростью[13].
- В Mass Effect 3, в зависимости от действий игрока, геты могут стать полноценным искусственным интеллектом, а также помириться с кварианцами и помочь им начать обходиться без костюмов.

### Дреллы

Тэйн Криос, дрелл

Дреллы (англ. Drell) — вид разумных рептилий, которые развивались параллельно с человечеством, однако в отличие от людей не сумели занять доминирующее положение в межгалактическом обществе, так как из-за катастрофического загрязнения на родной планете Рахана и перенаселения (11 миллиардов), начала стремительно вымирать. Однако на помощь вымирающему виду прибыли Ханары, которые спасли 375 000 особей, переселив их на планету Кахье. Климат Кахье сильно отличается от Раханы (главное отличие — влажность воздуха), что вызывает у дреллов серьёзные проблемы со здоровьем. Поэтому сейчас дреллы обитают в специальных изолированных куполах. Это также самый малочисленный гуманоидный вид в Галактике. Встреча с дреллом в Цитадели или иных космических сооружениях считается крайней редкостью.
Комплекцией тела дреллы сходны с человеком, характерными внешней особенностями являются кожа, похожая на кожу ящерицы, покрытую чешуёй, отростки на голове, и крупные чёрные глаза с двойными веками, некоторые дреллы получают генетическое улучшение, призванное различать пульсации ханаров (то есть понимать их речь). Ещё они выделяются голосами — у дреллов они с журчащим хрипом. У дреллов есть подъязычная кость в глотке, благодаря которой их практически невозможно задушить. Дреллы, как и люди, могут проливать слёзы при эмоциональном стрессе. Дреллы стремятся находиться в наиболее сухих местах, так как длительное воздействие влаги может привести к неизлечимой болезни Кепраля, которая поражает лёгкие, тем самым затрудняя получение кислорода. Болеющий синдромом Кепраля живёт не дольше нескольких лет и умирает от удушья.
Следует отметить, что дреллы обладают совершенной памятью, которая позволяет им в подробностях вспомнить практически любой момент жизни. Примечательна и религия дреллов, согласно которой тело и душа не являются единым целым, тело может действовать как по собственной воле, так и по велению души.

### Жа
Жа (англ. Zha) — древний вид, существовавший в одно время с протеанами. Упоминается Явиком. Была уничтожена Жнецами.

### Жа’тил
Жа’тил (англ. Zha’til) — древний синтетический вид, существовавший в протеанский цикл. Был создан Жа в качестве синтетических симбионтов. Позднее жа’тил подчинили себе Жнецы, так же, как и гетов в современный цикл.

### Жнецы

«Протожнец» представляет собой огромный человекоподобный скелет

Жнецы (англ. Reapers) — самый древний (после Левиафанов) и загадочный вид в галактике. Известно, что термин «жнец» не является самоназванием и был придуман протеанами.
Жнецы были созданы ИИ Катализатором, который был создан древним видом Левиафанов. Катализатор был запрограммирован на то, чтобы найти решение синтетико-органического конфликта, который возникал у каждого разумного вида, когда он создавал ИИ. Катализатор изначально попытался объединить синтетиков и органиков путём синтеза, но у него это не получилось и тогда он уничтожил все разумные в то время виды, а заодно и Левиафанов. Из их знаний и ресурсов он создал первого Жнеца «Предвестника», чью внешность скопировал с Левиафанов (Катализатор говорит Шепарду, что Жнецы, по сути, являются синтетическим вариантом Левиафанов, так же, как хаски являются синтетическим вариантом людей). В дальнейшем Катализатор стал создавать Жнецов из каждого уничтоженного вида. Ядро каждого Жнеца напоминает вид, из которой он был создан. Например, так называемый «протожнец» по внешнему виду сильно напоминает человека, так как создан с учётом его генома. Фактически каждый умерщвлённый вид с её геномом и опытом «возносится» Катализатором в отдельного Жнеца, так как для создания всех Жнецов используются органические составляющие уничтожаемых ими видов.
Жнецы на момент описываемых в игре событий обладают наиболее продвинутой технологией — они создали ретрансляторы, их тела (в случае с полноразмерным вариантом «класса „Властелин“») вдвое больше по длине любого дредноута современных разумных видов, отлично вооружены и защищены и выполняют сверхсветовые перелёты вдвое быстрее кораблей любой из фракций Совета, не испытывая проблем со статическим зарядом ядра или топливом, и при всём этом они могут садиться на планету с земной гравитацией. Также они обладают способностью воздействия на органических существ — индоктринацией, или одурманиванием, или психической обработкой (англ. indoctrinate), которая позволяет им получать контроль над их разумом, но между степенью контроля и способностями жертвы имеет место обратно пропорциональная зависимость.
Корабли Жнецов практически невозможно уничтожить, только скоординированная атака целого ряда дредноутов позволяет пробить кинетические барьеры Жнеца и нанести ему урон. Несмотря на почти идеальную защиту, Жнецы имеют уязвимое место — линзу, генерирующую разрушительные лучи.
Кинетические барьеры жнеца легко выдерживают огонь одного дредноута, испытывают серьёзную нагрузку при огне двух дредноутов и могут быть уничтожены совместным огнём трёх дредноутов. Однако не все корабли Жнецов являются «дредноутами класса „Властелин“», существуют и меньшие и более уязвимые разумные (это объясняется тем, что один разрушитель говорил с Шепардом на Раннохе и проявил самосознание) корабли поддержки и эсминцы/Разрушители (англ. Destroyers).
В финале «Mass Effect 3» игроку предоставляется выбор — уничтожить Жнецов или установить над ними контроль. Также возможна третья концовка, Синтез. Шепард жертвует собой, чтобы изменить ДНК синтетиков и органиков. После выхода DLC Extended Cut появилась 4 вариант концовки — Отказ. Шепард отказывается выбирать, и цикл продолжается. Жнецы улетают, чтобы вернуться через 50 000 лет.

#### Хаски
Поскольку сами Жнецы представляют собой сложные, крупные и труднозаменимые организмы, непригодные для скрытных операций и ближнего боя с наземным противником, для этих целей они используют синтетические организмы, называемые «хасками». Хаски представляют собой кибернетизированные тела жертв разных циклов. Хаски из разных инопланетных разумных видов имеют разные назначение, защиту и автономность. Технологии превращения живых организмов в хасков совершенствуются Жнецами на протяжении всего периода геноцида («жатвы») и по степени совершенства отличается от одного вида к другому.
- Хаск-человек — слабый «зомби», нападающий врукопашную большими группами. Для его создания используется технология, известная как «зуб дракона» в честь мифа о золотом руне; мёртвые или ещё живые тела насаживаются на штыри, которые трансформируют тело человека, выкачивая из него воду и замещая киберимплантатами. В первой части они также обладали электрической атакой по площади, но во второй просто пытались задавить числом и атаками самоподрывающейся версией-камикадзе «Отродье». Кроме того, в ME-2 хаски-люди дополнительно получили возможность лазить по вертикальным стенам. В третьей части Жнецы развили технологию хасков, это добавило им подвижности и ума.
- Отпрыск — хаск, встречающийся во второй части, а также в боевом симуляторе третьей части игры, который становится доступен после прохождения последнего дополнения «Цитадель». Это хаск-человек, выделяющийся пушкой вместо правой руки и огромной ёмкостью за плечами. В ёмкости находится большое количество человеческого мозгового вещества вперемешку с частицами нулевого элемента, другими словами, отпрыски — хаски-биотики. Они стреляют ударной волной, от которой не спасают укрытия — от неё можно лишь увернуться, а убить могут с двух попаданий (а ходят отпрыски обычно по двое). В ближнем бою стреляют себе под ноги, создавая взрыв, бьющий с не меньшей силой. Отпрыски крупны и неповоротливы, но бронированы и чудовищно живучи.

Коллекционер

- Хаск-протеанин (также известные как «Коллекционеры») — вид, являющийся инструментом Жнецов, созданный путём глубокой генной модификации протеан. В отличие от хасков других видов, Коллекционеры наиболее функциональны и совершенны, представляя иллюзию независимого вида инсектоидов со своей экзотической полуорганической технологией. При нападении на Иден Прайм во времена существования там протеанской колонии, в третьем веке войны протеан со Жнецами, они уже существовали в современном виде, хотя на тот момент мало отличались от современных людей-хасков — безоружных зомби. Своё название получили за заключение странных сделок: покупку у работорговцев особей различных видов со сходными генетическими аномалиями, обычно в качестве оплаты используя какой-нибудь образец своей технологии, которая превосходит технологию других разумных видов. Исполняя приказ Жнецов, Коллекционеры занимались созданием нового Жнеца (в игре он назван «протожнец»), процесс будет прерван во второй части игры уничтожением и Коллекционеров, и протожнеца. Следует отметить, что система управления Коллекционерами позволяла главному Коллекционеру на определённое время брать контроль над любой особью, кратковременно увеличивая её способности. Сам главный Коллекционер является таким же дроном для более высокого разума Жнеца — «Предвестника». Также стоит отметить, что часть коллекционеров, благодаря Левиафанам, смогла выйти из-под контроля Жнецов и осознать себя как протеан. Эти воины, восставшие против своих поработителей, стали известны как Пробуждённые Коллекционеры, аватары мести павшего народа. Их можно увидеть и поиграть за них в мультиплеере ME3.
- Хаск неизвестного вида (оперативное обозначение — «Адъютант») — чудовище, встречающееся в DLC «Омега». Созданы «Цербером» путём экспериментов с загадочным вирусом Жнецов, найденным на руинах станции Коллекционеров. Адъютанты способны заражать этим вирусом других живых существ, превращая их в своих собратьев. Вырвались до того, как «Цербер» успел завершить свои эксперименты и едва не вырезали всю «Омегу», в результате чего их пришлось изолировать. Что интересно — адъютанты не превратили застрявших с ними солдат «Цербера» в своих собратьев — видимо, имплантаты Жнецов, которыми эти солдаты набиты битком, помешали это сделать. Адъютанты вооружены пушками, стреляющими чем-то типа «Деформации», могут очень далеко прыгать и больно бить. Их слабое место — коконы на спине. Есть предположение, что Адъютанты являются переделкой древнего вида иннусанон.
- Хаск-турианец (оперативное обозначение — «Налётчик») — весьма продвинутый, полученный путём глубокой кибернетизации турианцев во время нападения на Палавен. Высокая стартовая эффективность кибернетизации туриан, возможно, связана с тем, что Сарен добровольно предоставил себя Жнецу для изучения своего тела и воздействия на него имплантатов, став тем самым первым турианцем-хаском в первой Mass Effect. Налётчики способны использовать огнестрельное оружие (в основном турианские штурмовые винтовки «Фестон»), маневрировать на поле боя, использовать укрытия и энергетические щиты и вообще ведут себя как полноценные солдаты. В боевой обстановке налётчики опасны сами по себе, но наибольшую опасность они представляют, когда выступают в качестве командиров наземных войск и спецназа Жнецов. Свои инженерные способности они направляют на создание защитных эффектов для лёгкой пехоты, которой чаще всего выступают Каннибалы и обычные хаски.
- Хаск-батарианец (оперативное обозначение — «Каннибал»). Поскольку батарианцы первыми пали при натиске Жнецов, их кибернетизированная разновидность крайне распространена к моменту вторжения на Землю. Одна из их рук превращена в автоматическое стрелковое орудие и устройство для метания ручных гранат, и они способны восстанавливаться прямо на поле боя, используя останки уничтоженных каннибалов и хасков в полном соответствии со своим прозвищем. Это медленно передвигающиеся крупные мясные туши, способные занимать укрытие и целиться из-за угла.
- Хаск-кроган+турианец (оперативное обозначение — «Тварь»). Поскольку Жнецам не удалось полностью кибернетизировать тела кроганов, они начали использовать синтетических хасков, созданных путём совмещения экзоскелета кроганов с центральной нервной системой турианцев. Так появились Твари — тяжелобронированные ходячие танки Жнецов. Твари очень мобильны, способны уничтожать тяжёлую технику и проламывать стены зданий, очень опасны в ближнем бою, при штурме развивают значительную скорость, но стрелковым оружием не пользуются.
- Хаск-рахни (оперативное обозначение — «Опустошитель») — хаск воина-рахни, кибернетизированный ещё на стадии яйца. Вооружён спаренными дальнобойными орудиями с лазерной системой наведения и усиленными передними конечностями для рукопашной схватки. Они играют роль самоходных артиллерийских установок. Также, при повреждении пузатых камер на теле способен выбрасывать личинок (хасков работников-рахни), взрывающихся при контакте с целью. Кибернетизировать матку рахни Жнецам не удалось, однако, в случае её убийства на Новерии они буквально склепали себе псевдо-матку, не обладающую таким «недостатком».
- Хаск-азари (оперативное обозначение — «Банши») — хаск-азари с латентными или проявленными генами ардат-якши. Внешне представляет собой крайне тощее тело азари, однако способна левитировать и телепортироваться на короткое расстояние, оправдывая прозвище, издавать истошный, пронзительный вопль, наносить мощные биотические удары, легко переживать шквал ответного огня и мгновенно убивать в рукопашной схватке.
- Хаск-харвестер (оперативное обозначение — «Сборщик») — летающий танк, предназначенный для сбора биомассы на атакованных планетах или перевозки пехоты. Вооружён двумя спаренными плазменными пушками. Представляет собой превращённого в хаска харвестера (сборщика кликсенов), драконообразную форму жизни, проживающую на Тучанке и Тарисе, возможно, ранее павшую жертвой цикла и в настоящий момент деградировавшую до животного состояния.

Неизвестно, применялись ли технологии хасков к саларианцам, ханарам, дреллам, волусам, кварианцам, элкорам. Известно, что Жнецы не тронули Парнак — родину ягов, по-видимому, сочтя ягов недостаточно развитыми. Также, возможно, ворка не должны были пасть жертвой цикла из-за их неразвитости.

### Инусаннон

Статуя на Иле из Mass Effect, изображающая представителя иннусанон, которые жили до Протеан. До выхода Mass Effect 3 ошибочно считалось, что это статуя самих Протеан

Древний технологически развитый вид, существовавший около 125 тысяч лет до н. э. На руинах цивилизации инусаннон создали свою империю протеане. Судя по всему, была ведущей в своём цикле. Уничтожены жнецами. Впоследствии протеане обнаружили останки цивилизации инусаннон и открыли для себя их технологии.
В своё время инусаннон вели войну с Той’хан за планету Айнгана, что привело к загрязнению планеты нулевым элементом.
Следы пребывания инусаннон найдены на планете Илос ещё протеанами, которые построили там секретную базу.

### Зейофы
Зейофы (англ. Zeioph) — вымерший вид, останки которого были найдены на планете Кленкори.

### Кварианцы

Тали’Зора вас Нормандия, кварианка

Кварианцы (англ. Quarians) — вид космических «цыган» (кочевников-скитальцев), представители которого вынуждены носить скафандры, но, в отличие от волусов, это связано со слабой иммунной системой. На момент событий трилогий кварианцы более 300 лет живут только на своих кораблях — Мигрирующем Флоте — группе, насчитывающей почти 50000 кораблей. Жизнь в космосе сильно повлияла на их культурную, социальную и политическую организацию: по достижении зрелости каждый кварианец должен отправиться в Паломничество — временно покинуть флот и вернуться только тогда, когда найдёт что-нибудь ценное для флота; в имени кварианца всегда есть название корабля, к которому он приписан, причём перед названием корабля имеется приставка, обозначающая социальный статус: «нар» у не прошедших Паломничество («рождённый на корабле»), «вас» — у прошедших («служащий на корабле»). У кварианцев есть представительный орган власти (Конклав), но для принятия быстрых решений (например, во время войны) существует Коллегия Адмиралов, которая также рассматривает дела, связанные с самыми тяжкими по кварианским законам преступлениями, например, с изменой.
Комплекцией кварианцы похожи на людей, наиболее яркими отличиями являются трёхпалая конечность и необычной формы колено, о строении лица можно судить только по видному силуэту из шлема и двух снимков из самой игры — очертания более-менее сходны с человеческими, также в книге Дрю Карпишина «Восхождение» упоминается, что на месте ушей у кварианцев странные выпуклые наросты. По сюжету, если у вас был роман с Тали во второй части игры, то в третьей после миссии «Приоритет Раннох» она подарит вам свою фотографию лица без шлема. Основу белков у кварианцев составляют D-аминокислоты.
Неизвестно, существуют ли кварианцы-биотики, но образ жизни и потребности кварианского народа не способствуют развитию этого таланта. Мигрирующее сообщество воспроизводит солдат, разведчиков и инженеров, необходимых для ремонта и строительства кораблей, а также их защиты.
В Галактике многие предвзято относятся к кварианцам из-за их образа жизни, считая Мигрирующий Флот космическим паразитом. Тем не менее, кварианцы — признанные специалисты в добыче ресурсов и компьютерной технике.
В Mass Effect 3 кварианцы обнаруживают уязвимое место в обороне гетов и посылают весь свой флот на захват их родного мира Ранноха. В отчаянии геты добровольно отдались Жнецам ради «апгрейда» их систем. Шепард может встать на сторону кварианцев или гетов, а при высоком значении положительной или отрицательной репутации спасти оба вида от уничтожения и повести их на битву со Жнецами.

### Кроганы

Урднот Рекс, кроган

Кроганы (англ. Krogan) — вид разумных рептилий, развитие которой шло в жёстких условиях родной планеты — Тучанки, благодаря чему кроганы прекрасно приспособлены к выживанию в самых неблагоприятных условиях: многие жизненно важные органы дублированы, тело покрыто прочной кожей, на спине есть горб, несущий запас питательных веществ. Чем больше горб, тем более высокое положение в иерархии занимает кроган, и тем он сильнее. Кроган ненамного выше человека, но гораздо массивнее, голова имеет приплюснутую форму.
Кроганы вышли в космос благодаря саларианцам, и именно благодаря их появлению армии Совета Цитадели удалось одержать победу в Рахнийских войнах. Кроганы, получившие возможность улететь с Тучанки, которая уже в то время переживала эпоху ядерной зимы (или, скорее, ядерного лета), стали активно колонизировать другие планеты с менее жёсткими условиями, благодаря чему их численность резко увеличилась. Из-за этого кроганы стали присваивать не только незаселённые планеты, что спровоцировало конфликт, названный Кроганскими восстаниями, в ходе которого был применён генофаг — биологическое оружие, созданное саларианцами для ограничения популяции кроганов. Генофаг препятствует быстрому размножению, поэтому численность кроганов невелика.
Кроганы ведут традиционный образ жизни: чтят клан, ритуальные услуги оказывает шаман, возглавляет род сильнейший и мудрейший глава, широко распространены воинские традиции, проявляющиеся в диалогах, которые кроганы тоже рассматривают как «битву на словах». Скорее всего, традиционный образ жизни установился после ядерной катастрофы и отката общественного развития от более сложных форм, сделавших возможным кроганское индустриальное общество.
В Mass Effect 3 кроганы соглашаются помочь защитить родной мир турианцев Палавен от Жнецов только при условии исцеления их вида от генофага. После этого глава клана Урднот потребует у Совета Цитадели право на заселение нескольких планет.

### Левиафаны
Левиафан (англ. Leviathan) (настоящее название в игре не упоминается) — таким именем в «Mass Effect 3» называют древнейший развитый органический вид III Типа, который много лет назад, развив способность выходить в космос, подчинял себе каждый найденный вид и в итоге доминировал над всеми органическими видами в Галактике. Будучи гордыми и надменными, Левиафаны считали себя вершиной эволюции, а подконтрольные им виды почитали их, как богов. Над каждый видом Левиафаны устанавливали мысленный контроль, благодаря чему помогали им развиваться. Однажды Левиафаны заметили, что когда какой-нибудь из этих видов создаёт искусственный разум, то рано или поздно начинается конфликт между органиками и созданными ими синтетиками, который всегда заканчивается тем, что синтетики уничтожают органиков. Тогда они создали свой ИИ Катализатор, поручив ему защищать жизнь органиков и найти решение для урегулирования этих конфликтов. Однако, как Катализатор сам говорит Шепарду, «творение всегда будет бунтовать против своего творца». В данном случае Катализатору потребовалось время, чтобы изучить проблему, в процессе которого, он, как и любой ИИ, принял самостоятельное решение, посчитав, что лучшим в данном случае будет уничтожение каждого вида, где случается синтетико-органический конфликт, для того, чтобы более молодой вид смог самостоятельно развиваться без технического вмешательства извне (очевидно, что Катализатор надеялся, что тогда какой-нибудь из последующих разумных видов сможет избежать конфликта, придумав какую-нибудь замену ИИ, которая не приведёт к нему). В то же время Катализатор вынашивал план по синтезу органиков и синтетиков, однако тот был невозможен, потому что требовал от органиков определённых пока что невыполненных условий развития. Первыми под «решение» попали Левиафаны (как Катализатор говорит Шепарду, они оказались слишком самоуверенными, чтобы предвидеть его действия, а заодно понять, что сами являются частью синтетико-органического конфликта). Из их знаний и генов он создал первого Жнеца — «Предвестника», чью внешность во многом скопировал с Левиафанов. Но некоторые Левиафаны сумели уцелеть, спрятавшись по разным углам Галактики. Левиафан, встреченный в «Mass Effect 3», называет себя их детищем — видимо, их далёким потомком. За происходящим Левиафаны наблюдали через артефакты-«осколки» (возможно — окаменелая икра Левиафанов). Заодно с помощью этих артефактов Левиафаны во время каждого цикла овладевали органиками и заставляли их уничтожать все следы Левиафанов, благодаря чему Жнецы не могли их найти. Мешать Катализатору они не собирались, но действия Шепарда вывели на них Жнецов, и Левиафаны поняли, что деваться им некуда. Сами Левиафаны в финальной битве не участвуют, захватив вместо этого каких получилось Жнецов через «осколки».
Левиафаны говорят Шепарду, что знают о Горне и о том, что никому не удалось его построить. На происходящее они смотрят скептически и уверены, что и этот цикл постигнет неудача, говоря, что вновь выживут только они.
Внешне Левиафаны выглядят, как Жнецы (с учётом, что последние создавались по их образу и подобию), но значительно меньше их в размерах — не более двух-трёх сотен метров (хотя в некоторых источниках утверждается что есть Жнецы, достигающие 2 километров). Левиафаны покрыты панцирем, наподобие панциря ракообразных, и имеют шесть светящихся «глаз» (нечто аналогичное имеет и «Предвестник»). Родная среда Левиафанов неизвестна — те Левиафаны, что показаны в игре, прячутся глубоко под водой на планете покрытой сплошь океаном, но не поясняется, является ли водная среда для них родной или же они просто способны приспосабливаться к любым условиям. Левиафаны общаются без слов, используя некое подобие квантовомеханической связи — что-то вроде телепатии, благодаря которой они способны контролировать других существ (в том числе и Жнецов). Собственно, способность к одурманиванию Жнецы унаследовали от них — по сути, это сильно изменённые способности Левиафанов. Контролируемому Левиафаном существу, видимо, передаются некоторые ощущения Левиафана, подчинённые люди говорят о тьме и холоде, явно потому, что Левиафан сидит глубоко в море. Как Левиафаны перемещались в космосе, использовали ли биотику и могут ли они дышать вне воды — в игре не упоминается. Есть предположение, что на их родной планете существовал вид рабов, выполнявший работу, на которую Левиафаны были физически неспособны.

### Люди
Одна из самых молодых фракций в галактическом сообществе — первый контакт с другим разумным видом (с турианцами) состоялся в 2157 году и из-за необдуманных действий обеих сторон вылился в военный конфликт, названный Войной Первого Контакта (или «Инцидентом у Ретранслятора 314»). Технологии человечества сильно шагнули вперёд благодаря обнаружению протеанских руин на Марсе в 2148 году — именно благодаря найденным данным люди получили возможность использовать эффект массы и общегалактическую сеть ретрансляторов. К этому времени многие науки поднялись на новый уровень, например, в медицине генная инженерия стала обыденным делом. Благодаря космическим ресурсам развилась промышленность, улучшилась экологическая ситуация на Земле — отчасти из-за прекращения роста населения на отметке в 11 миллиардов.
Несмотря на свою «молодость», человечество стало весомой политической силой — в зависимости от действий игрока в Mass Effect оно либо получит место в Совете Цитадели, либо возглавит галактическое правительство. Внезапное появление на галактической арене «из ниоткуда», без чьей-либо внешней помощи и под грохот орудий, способность во втором же бою разгромить лучшие вооружённые силы Совета, стремление к экспансии, амбиции, находчивость и гибкость чуть ли не пугают многие другие виды, вызывая натянутость отношений.

### Преторианцы
Преторианцы — вид, служащий жнецам. Гибрид органики и кибернетики. Как и ханары, для передвижения Преторианцы используют левитационную технологию. Своими очертаниями преторианец похож на медузу.
Преторианец является сильной боевой единицей: все уязвимые части покрыты бронёй, в верхней части тела имеется лучевое оружие, а после смерти труп разлагается с выделением токсичного газа.
Скорее всего, Преторианцев имеет смысл относить к хаскам, однако Кодекс классифицирует их как отдельный вид. Возможно, это один из первых опытов Катализатора осуществить синтез органиков и синтетиков, который провалился.

### Протеане

Явик, единственный живой представитель вида

Протеане (англ. Protheans) — один из вымерших разумных видов, следы существования которой встречаются по всей галактике. Благодаря исследованиям было выяснено, что технология протеан опережала существующие, но в её основе также лежал эффект массы. Многие виды вышли в космос или создали сверхсветовой двигатель, обнаружив какой-нибудь образец протеанской технологии. Принято считать, что Цитадель и ретрансляторы построены протеанами, в действительности протеане лишь перед самым уничтожением освоили технологию ретрансляции, построив всего одну пару первичных ретрансляторов, работающих только в одну сторону (Илос [Ил] → Цитадель).
Протеане были уничтожены Жнецами примерно 50 000 лет назад. К своему ужасу, протеане поняли, что Цитадель, которую и они, и все сообщества до них сделали своей столицей, — огромный ретранслятор, позволяющий Жнецам за секунды вернуться из межгалактической пустоты и захватить «столицу Галактики». Уничтожение протеан проходило не одномоментно, а в течение нескольких столетий; корабли Жнецов методично уничтожали всех представителей вида, планета за планетой. Однако, протеане всё-таки смогли сохранить одну из своих планет — Илос, уничтожив всю информацию о ней в своих архивах. Для экономии ресурсов большая часть населения планеты погружена в анабиоз, а управление взял на себя виртуальный интеллект протеан. Со временем из-за острой нехватки ресурсов он начал отключать жизнеобеспечение части анабиозных камер, выбирая для сохранения наиболее важных представителей вида. Ко времени ухода Жнецов ресурсы Илоса смогли поддерживать жизнеобеспечение камер только нескольких десятков протеанских учёных. После пробуждения протеане осознали, что их вид обречён, но поклялись любым способом предотвратить следующее вторжение Жнецов в Галактику и саботировали Цитадель, оставив всё необходимое для остановки основного плана Жнецов.
Найденный на Иден Прайм в Mass Effect 3 последний представитель протеан Явик проливает свет на более мрачные стороны Протеанской Империи. Протеане были безжалостными империалистами, покорившими все встреченные ими развитые виды и «поднявшими» до своего уровня многие неразвитые; всем им был предложен выбор между жизнью в карантине и культурной ассимиляцией. Хотя со временем все виды стали называть себя протеанами, в протеанском обществе видовые различия были закреплены коллективным правом и каждый вид мог бросить вызов истинным протеанам на право управлять Империей.
Благодаря своей монолитности военно-политическая система позволила Империи на протяжении трёх веков вести безнадёжную войну на истощение с непобедимым флотом Жнецов. Когда всё казалось потерянным, протеане свернули свою деятельность по ускорению развития других видов для их же блага и подготовили несколько проектов по возрождению Империи для следующей битвы со Жнецами. Один из проектов — подготовка миллионной армии, которую они заключили в криогенный стазис на Иден Прайме и которая должна была покорить виды следующего цикла и возглавить следующую войну со Жнецами, однако штурм Жнецов повредил системы автоматического оживления, и один только Явик дожил до открытия объекта. Другой проект — Илос. Сведения о нём были утрачены ещё в начале войны при распаде коммуникаций между частями Империи. Третий — распространение по Галактике маяков с предупреждением о возвращении Жнецов, которые должны были подготовить новые виды к галактическому противостоянию.
Среди видов, переживших палеоконтакт с протеанами, известны люди, саларианцы, ханары, яги и азари. Ханары сохранили достаточно памяти для того, чтобы создать вокруг протеан религию; азари получили общераспространённые биотические способности, религиозные фигуры и работающую базу данных, но сокрыли её для использования в целях господства от Совета Цитадели; а людей протеане изучали с биологической станции на Марсе. Явик также говорил, что саларианская печень была деликатесом, но неизвестно, действительно ли это так или это лишь суровый протеанский юмор.
Одной из интересных особенностей протеан является так называемое шестое чувство, позволяющее им чувствовать память касаемого существа или предмета. Эта способность также позволяет передавать знания практически мгновенно. Именно на базе этого способа передачи данных и были построены маяки. К сожалению, ни один другой вид не способен на подобное, что и осложнило расшифровку послания протеан о Жнецах, размещённого в различных частях Галактики. Лишь азари, рахни и ториане имеют схожие или компенсирующие способности, но они ограничены.

### Ралой
Ралой — разумный птицеподобный вид родом с планеты Турвесс, вступивший в первый контакт с азари в 2184 году после запуска своего первого орбитального телескопа и обнаружения с его помощью крейсера азари «Азедес».
О биологии этого вида практически ничего не известно кроме того, что, судя по внешним признакам, он произошёл от птиц. По причине эпидемии птичьего гриппа среди их представителей, во время приветственных церемоний они были вынуждены использовать скафандры во время контакта с представителями видов Цитадели.
В 2185 году Совет Цитадели формально принял новый вид в галактическое сообщество. Совет проспонсировал туристические шаттлы к Турвессу, нёсшие приветственные подарки и любопытных представителей видов Цитадели. Представители кроганов отличились демонстрацией жестокого вида спорта, приведшей к нескольким смертельным исходам, после чего были удалены с церемонии.
После завершения церемонии ралойская делегация отправилась на Цитадель на трёхмесячные курсы по изучению галактических законов, истории, культур и биологии других разумных видов, а также физики эффекта массы.
В 2186 году, во время вторжения Жнецов, делегация удалилась с Цитадели. Не имеющие ни желания, ни возможности ведения войны со Жнецами, ралой приняли решение изолировать себя на родной планете и уничтожить все спутники и свой телескоп на её орбите в надежде, что Жнецы сочтут обитателей Турвесса недостаточно развитыми для жатвы и пощадят их.

### Рахни

Рахни-солдат

Рахни (англ. Rachni) — «насекомоподобный» (членистоногий) вид, открытый галактическим сообществом около 2000 лет назад (на момент событий). Рахни очевидно древний вид, переживший по крайней мере один цикл уничтожения жнецами, протеанин Явик указывает, что и в их цикл рахни были достойными соперниками. Из-за влияния жнецов начали войну с остальными разумными видами, которая привела к практически полному уничтожению их вида. Последняя королева (самка, способная откладывать яйца) была обнаружена на Новерии (в игре Mass Effect). Игрок может оставить её в живых и отпустить или уничтожить. В Mass Effect 2 представителей этого вида уже не встретить, однако, если игрок сохранил жизнь королеве рахни в Mass Effect, на Иллиуме он может столкнуться с азари, которая передаст сообщение от королевы рахни.
В Mass Effect 3 в зависимости от действий игрока, может присоединиться к уничтожению жнецов. Если игрок убил королеву рахни в Mass Effect, в третьей части игры появляется новая «псевдокоролева» рахни, созданная жнецами, с которой можно заключить договор, но в конце концов она предаст игрока, что выльется в снижение военных ресурсов.
Среди рахни имеется разделение на несколько категорий: рахни-рабочий — небольшое существо, неприспособленное к бою, но действуют как камикадзе (взрываются, отравляя противника), рахни-солдат — крупный рахни, специализирующийся на сражении (разделяются на простых солдат и солдат-биотиков, которые сильнее и опаснее обычных солдат), и королева рахни. Несмотря на то, что рахни выглядят как представители классического насекомого роя, они знакомы с технологиями и способны создавать звёздные корабли. Инженеры-рахни в зависимости от действий игрока могут принять участие в создании Горна.
Рахни общаются с помощью «песен» — телепатической передачи мыслеобразов более высокого порядка, чем азари, и «цветов» — ими они передают эмоции. Их способности достаточны, чтобы использовать мёртвые тела для общения с жителями «низких миров», то есть путём речи. Разум рахни-солдат и рахни-рабочих формируются когнитивным влиянием рахни-королевы, если эту связь разорвать, разум не будет сформирован и единицы роя будут нападать на всё, что движется.

### Саларианцы

Саларианец

Саларианцы (англ. Salarians) — второй вид, входящий в Совет Цитадели. Государственный строй саларианцев похож на средневековый европейский — система отдельных территориальных владений, каждый из которых управляется главой семейного клана. Вместе владения объединены в Саларианский Союз под общим управлением Далатрессы.
Внешне саларианцы похожи на греев, но до присоединения человечества к галактическому обществу никогда не посещали Землю. По комплекции саларианцы уступают людям, голова кажется непропорционально большой для тела, на ней имеются два рогоподобных отростка.
Саларианцы обладают высоким метаболизмом, что позволяет им спать около одного часа в сутки, но сокращает срок жизни, который редко превышает 40 лет. Скорость всех процессов, в том числе и мыслительных, выше, чем у других разумный видов. Примечателен способ размножения — самка откладывает яйца, которые по предварительно заключённому договору оплодотворяет самец.

### Той’хан
Древний и высокотехнологичный вид. Примерно в 125 тысячелетии до н. э. воевал с инусаннон за право колонизации планеты Айнгана.

### Турианцы

Гаррус Вакариан, турианец

Турианцы (англ. Turians) — третий вид, вошедший в Совет Цитадели около 1200 лет назад. Место в Совете получили благодаря помощи в подавлении Кроганских восстаний. До нападения армии «Властелина» на Цитадель турианцы имели самый большой флот в Галактике, который понёс серьёзные потери во время нападения. Управление в турианских системах осуществляется Турианской Иерархией.
Условия Палавена, родной планеты турианцев — в частности, слабое магнитное поле — привели к тому, что их кожный покров стал плотным и способным задерживать некоторые дозы радиации. Герой Альянса Джон Гриссом после визита на родину недавних врагов иронизировал: «Единственное, что на этой планете не серебряное — турианцы. Очевидно же, что они сделаны из свинца». Интересной особенностью является то, что в отличие от большинства видов в основу белков у турианцев, как и у кварианцев, входят D-аминокислоты, что делает, например, человеческую пищу непригодной для турианца, несмотря на возможное внешнее сходство.
Биотические способности у турианцев крайне редки. Из турианцев-биотиков создаются специальные отряды «Кабала», действующие нелегально и скрытно. С одной стороны, это плохо сказывается на военной карьере турианцев, с другой — отношение турианцев к биотикам подозрительное из-за того, что биотиков часто вербовала внутренняя разведка, которая посылала их в обычные воинские части шпионить за сослуживцами, с третьей — это элитные войска, которые находятся в авангарде армейских операций.
Турианцам с детства прививают чувство личной ответственности; воинская честь, а также «чувство долга» присущи всем турианцам. Армия исключительно сильно связана с гражданским обществом: любой турианец либо служит, либо уже отслужил, либо готовится к службе. Формой правления является меритократия, когда власть получают наиболее одарённые.

### Ханары

Ханар

Ханары (англ. Hanar) — медузоподобный вид с планеты Кахье, поверхность которой на 90 % покрыта водой. Ханары являются водоплавающими и для передвижения вне воды вынуждены использовать специальные устройства, обеспечивающие левитацию. Ханары общаются с помощью биолюминесценции, поэтому для беседы с представителями других видов необходим электронный переводчик.
Культура ханаров довольно необычна — каждый ханар имеет два имени: духовное, которое знают только близкие, и телесное, под которым его знают остальные. Ханары предельно вежливы, например, во время разговора, говоря о себе, используют «он» или «этот». Ханары, собирающиеся общаться с представителями других разумных видов, обычно проходят специальные курсы подготовки, так как могут близко к сердцу принять их слова.
На ускоренное социальное и технологическое развитие ханаров определяющее воздействие оказали протеане. Протеанский культ широко распространён среди ханаров даже спустя 50 000 лет после начала Цикла, и некоторые ханарские проповедники отважно несут культ Вдохновителей и за пределы Кахье, впрочем, без особого успеха.

### Хранители

Хранитель, занимающийся обслуживанием Цитадели

Хранители (англ. Keepers) — членистоногий вид, обитающий только на Цитадели. Были открыты вместе со станцией, но о них крайне мало известно. Хранители управляются самой станцией и занимаются её обслуживанием, но центр управления до сих пор не найден. Изучение вида сильно осложнено тем, что хранители ни с кем не вступают в контакт, а попытки захватить представителя приводят в действие механизм самоуничтожения (они выпускают кислоты внутри себя). Также известно, что если уничтожить или увезти хранителя с Цитадели, то неизвестно откуда появится новый.
Хранители похожи на больших тлей, но четыре передние конечности по строению соответствуют рукам. Скорее всего, это модифицированные представители вида, уничтоженного Жнецами во время ранних циклов, так как их внешний вид соответствует законам эволюционной биологии, и они не могли быть полностью созданы Жнецами.
До вмешательства протеанских учёных были подконтрольны Жнецам (также как им были подконтрольны Коллекционеры), по сигналу которых в нужный момент активировали ретранслятор Цитадели, что ознаменовало новый цикл уничтожения.
Происхождение Хранителей неизвестно. По одной версии, они, предположительно, были созданы Жнецами, как биороботизированное обслуживание Цитадели. По версии же протеанского ВИ «Страж» на Илосе, Хранители, возможно, являются первым порабощённым Жнецами видом для их нужд. Если Шепард в первом «Mass Effect» выполнил задание саларианца Шорбана в виде сканирования Хранителей, то в «Mass Effect 2» Шорбан пришлёт Шепарду сообщение, что он, изучив обломки «Властелина», предположил, что Хранители были созданы теми же, кто создал «Властелина». То есть, Хранителей мог создать Катализатор.

### Элкоры

Элкор

Элкоры (англ. Elcor) — вид, берущий своё начало с Декууны — планеты с высокой гравитацией. Элкоры массивны и плотно сложены, передвигаются на всех четырёх конечностях, поэтому передние конечности длиннее задних. Кожа элкоров обычно имеет серый цвет.
Свои эмоции элкоры выражают, используя феромоны, небольшие движения и негромкие звуки, поэтому при общении с представителями других видов элкоры часто объясняют свои эмоции словами.
Элкоры тщательно обдумывают принимаемые решения, поэтому и в политике являются консерваторами.
В бою элкоры носят огромные орудия на спине, которые управляются встроенным ВИ. По сути, элкоры в бою являются ходячими, однако малоподвижными, танками.

### Яги
Яги (англ. Yahg) — вид, технологический уровень которого отстаёт от видов пространства Цитадели. Первый контакт с ягами состоялся в 2125 году, когда представители Совета высадились на их родной планете. Из-за культурных различий переговоры не увенчались успехом, а делегаты Совета были уничтожены. После гибели дипломатов Совет Цитадели запретил вступать в контакт с ягами во избежание инцидентов.
Яги представляют собой крупных гуманоидов с четырьмя парами глаз, мощными конечностями и широким туловищем.
Культура ягов основана на стайном менталитете, обычно группу возглавляет самый крупный и сильный самец.
В Mass Effect 3 один из аудиожурналов на базе ГОР на Сур’Кеше указывает, что саларианцы намеревались втайне снабдить ягов технологиями, которые позволили бы использовать их для расширения саларианской сферы влияния.
Явик, последний протеанин, упоминает, что яги были менее крупными 50 000 лет назад, возможно, намекая на вмешательство протеан в их развитие.
Серый Посредник на момент событий Mass Effect 1 и 2 — яг.

## Разумные виды Андромеды

### Ангара
Ангара (англ. Angara) — вид искусственно выведенных гуманоидов, проживающих на разных планетках Скопления Элея. В прошлом были процветающей космической цивилизацией, однако появление Скверны, а затем — экспансия Кеттов нанесли серьёзнейший удар по Ангара, поэтому на момент прибытия обитателей Млечного Пути в Андромеду, этот вид боролся за выживание, адаптировавшись к Скверне и ведя с Кеттами партизанскую войну. Опыт неудачного первого контакта с пришельцами (Кеттами) сделал общество Ангара ксенофобным, что препятствует установлению крепких дружеских отношений с Инициативой

### Джардаан
Джардаан (англ. Jardaan) — крайне высокоразвитый вид. Джардаан создали вид Ангара и Реликтов. Владели технологиями быстрого терраформирования планет. Построили Меридиан, являющийся центром управления терраформированием. Так же возможно, что одна из фракций этого народа ответственна за создание Скверны, однако так же возможно, что скверну создал другой вид, являющийся противником Джардаан. Дело в том, что в игре при сканировании голографических записей в городе реликтов указывается на то, что скверна была создана оппозицией/противником/соперником — данная неточность вызвана неспособностью ИИ Первопроходца корректно перевести термин с джардаанского языка. Известно, что Джардаан исчезли из Скопления Элея после появления Скверны, однако изначальные цели этого народа остаются неизвестными. Изначально СЭМ называет Джардаан Цивилизацией I типа по шкале Кардашёва, однако дальнейшие исследования вселенной игры позволяют прийти к выводу, что данный вид скорее относится к цивилизации II типа, или даже выше.

### Кетты
Кетты (англ. Kett) — агрессивный гуманоидный вид, стремящаяся превратить все остальные виды в себе подобных, посредством «вознесения». Используют полезные гены других видов для улучшения собственного генома. Скорее всего, Кетты поглотили не один десяток видов в Андромеде. Государство кеттов — Межзвёздная Империя, управляемая Сенатом. Ведёт агрессивную экспансию в галактике Андромеда.

### Реликты
Реликты (англ. Remnant) — форма синтетической жизни, высокотехнологические машины, охраняющие наследие джардаан. Представлены несколькими разновидностями, от маленьких Сборщиков до гигантских Архитекторов.

## Основные локации Млечного Пути
Во вселенной Mass Effect есть множество обитаемых планет и станций, перемещение между которыми возможно благодаря сети ретрансляторов.

### Цитадель

«Путь Предназначения» на фоне развёрнутой Цитадели

Космическая станция колоссальных размеров, построенная Жнецами. Расположена в Туманности Змея. Центральное кольцо диаметром в 7,2 км и шириной 553 м окружёно пятью лучами, каждый из которых имеет длину 43,6 км и ширину около 5 км. В центральном кольце находится Президиум, в лучах — жилые сектора. Эти лучи могут быть свёрнуты из центра управления (например, во время обороны), но обычно они раскрыты. В развёрнутом состоянии станция имеет длину 44,7 км. Население составляет 13,2 миллиона. В Mass Effect мы узнаём, что она является огромным ретранслятором жнецов.

#### Президиум

Вид на Президиум

Президиум является политическим и экономическим центром Галактики: именно в Президиуме находится Башня Президиума, в которой заседает Совет Цитадели. Башня Президиума — сооружение, состоящее из двух частей: основания, которое по сути является радиусом кольца, и перпендикулярной ему башни высотой чуть более километра, направленной в сторону Жилых Секторов (башня является капитанским мостиком цитадели, а в зале совета находится пульт управления цитадели). Также в президиуме находятся посольства многих разумных видов, а также колоссальное количество банков.
В президиуме находится система космопортов, обеспечивающих грузовое и пассажирское сообщение. У видов, имеющих посольства, есть свои посадочные доки. Кроме этого Башня Президиума имеет аварийную систему эвакуации Совета.
В кольце Президиума находятся дорогие частные резиденции, а также большое количество таких же дорогих ресторанов, баров и клубов. В парке Президиума есть ретранслятор, который считается памятником, соединяющий Цитадель с Илосом — планетой, посещаемой при прохождении Mass Effect.

#### Жилые сектора
Дом для миллионов представителей различных видов. Именно здесь сосредоточена большая часть населения станции — жизнь в президиуме могут себе позволить далеко не все. В этой части станции наблюдается огромное разнообразие культур и верований. Жилые сектора являются одним из торговых центров пространства Цитадели — в них находится множество магазинов, в которых можно купить практически всё: от видеоигр до подержанных кораблей.
Около жилых секторов существует атмосфера, удерживаемая инерцией (ошибочно называется центробежной силой), которая не подходит для дыхания, поэтому все постройки герметичны.

#### Основание
Технический отсек станции, находящийся между жилыми секторами и кольцом Президиума, официально предназначенный для хранителей. Неофициально является своеобразными «трущобами» Цитадели.

#### Функции Цитадели
Нынешние обитатели Цитадели считают, что эта станция была создана протеанами, которые по неизвестным причинам исчезли 50 000 лет назад. Известно, что для них (также, как и для современных жильцов) она была политическим и экономическим центром. На самом деле Цитадель является ретранслятором, ведущим в межгалактическое пространство — обитель Жнецов. Активизация этой функции Цитадели позволит Жнецам войти в Млечный Путь и неожиданным ударом уничтожить руководство, а также захватить всю информацию, обладая которой они смогут планомерно и систематично уничтожить всю разумную жизнь.

### Омега

Омега

Космическая станция, являющаяся неофициальным центром систем Терминуса (Термина). Эта станция расположена далеко за пределами пространства Цитадели, а её размеры и форма делают её непохожей на любые другие станции в Галактике. В прошлом Омега была астероидом с богатыми залежами нулевого элемента, добыча которого была осложнена толщиной коры. Некоторое время назад произошло столкновение, которое раскололо астероид на несколько частей, что позволило начать добычу нулевого элемента. Это привлекло многие корпорации, а также преступников со всей Галактики. Теперь она стала домом для наёмников, работорговцев, убийц и преступников всех мастей. На станции есть и некриминальное население. Омега впервые упоминается в книге «Восхождение». Своим внешним видом станция напоминает медузу. Внешняя оболочка астероида осталась только в верхней части, вниз идёт множество надстроек. Внутренняя планировка довольно сложна, так как станция строилась без общепринятого плана. На Омеге нет единой системы управления — территории контролируются различными преступными группировками, самой влиятельной из которых является организация, управляемая Арией Т’Лоак.
В Mass Effect 3 Шепард встречает Арию на Цитадели, которая раскрывает, что Омега находится в руках «Цербера». Ария собирает армию головорезов с различных группировок, чтобы отбить станцию у Призрака.

### Местное скопление
Звёздное скопление, в котором находится Солнечная система. В этой системе находится ретранслятор «Харон» — первый ретранслятор, которым воспользовались люди.

### Тучанка
Родная планета кроганов. С точки зрения человека мало пригодна для жизни: до использования ядерного оружия имела агрессивную флору и фауну (имелись факторы, усиливающие естественный отбор), после — наступила эпоха ядерной зимы. Население планеты сравнительно невелико, так как оно не может быстро расти, основной причиной этого является генофаг.

### Иллиум
Планета, находящаяся в секторе космоса, принадлежащего азари, однако находящаяся вне юрисдикции Совета. Находясь на границе пространства азари и систем Терминус, Иллиум имеет очень лояльное законодательство, в котором практически отсутствуют ограничения: свобода торговли оружием, наркотиками и даже рабами (хотя всё это находится под тотальным контролем). Это сделано для возможности конкурировать с нелегальным рынком, процветающим в системах Терминуса.

### Новерия
Небольшая холодная планета без водоёмов, вряд ли пригодная для обитания по общепринятым меркам. Она находится во владении Новерианской корпорации развития, сдающей в аренду лаборатории для проведения исследований, которые невозможно провести в другом месте ввиду их опасности или противоречивости. Учитывая её уникальное местоположение, Новерия часто становится частью различных нелепых теорий заговора.

### Ферос
Обитаемая планета в скоплении Беты Аттики. Две трети пригодной для жизни поверхности занимают руины разрушенного мегаполиса протеан. За те тысячелетия, что прошли с момента их исчезновения, руины неоднократно разграбили мародёры. Ферос считался малопригодной для колонизации планетой ввиду недостаточного количества суши для ведения сельского хозяйства. Единственные источники воды находились на полюсах, на которых были найдены пришедшие в упадок водопроводные системы протеан. Надёжность сооружений заброшенных городов вызывала сомнение, несмотря на то, что сохранились они хорошо для своего возраста.
Нижние этажи были завалены горами мусора высотой несколько метров, в воздухе — повышенное содержание пыли. Перемещение по поверхности затрудняют кучи обломков, возвышающиеся на несколько десятков метров. Некоторые признаки позволяют сделать вывод, что температура на Феросе когда-то была намного ниже. У Фероса два крупных спутника, дальний называется Оркан, ближний — Вардет. В 2178 году корпорация «экзо-Гени» объявила о своём намерении организовать постоянную колонию на Феросе с целью изучения руин. Первопроходцы поселились в нескольких нетронутых небоскрёбах, используя уцелевшие водопроводные системы протеан и гидропонные сады, расположенные на крышах, для нужд населения.

### Вермайр
Планета с буйной растительностью, идеальная для заселения формами жизни, основу которых составляет углерод. Обширные моря и благоприятная орбитальная позиция стали причиной образования широкой экваториальной полосы с тропическим климатом. К сожалению, неблагоприятная политическая ситуация в близлежащих системах Терминус препятствует колонизации — высокая степень риска нападений пиратов и работорговцев не позволяет считать Вермайр благоприятным для заселения.

### Поток Арктура
Первая система, куда попали люди, воспользовавшись ретранслятором «Харон», — это Арктур. В этой системе находится огромная космическая станция «Поток Арктура», вместилище земного правительства и парламента. Они контролируют земные колонии, в том числе те, что находятся далеко за пределами пространства Цитадели. При вторжении жнецов станция окажется разрушенной.

### Иден Прайм
Эта живописная планета, на которой процветает сельское хозяйство, стала одной из первых колоний землян за пределами Солнечной системы. Биосфера Иден Прайм удивительно хорошо подходит для распространения земных форм жизни. Природное изобилие стало причиной притока большого количества иммигрантов и привело к значительным инвестициям со стороны Альянсы Систем и различных корпораций.
В настоящее время Иден Прайм представляет собой идеальную модель устойчивого и организованного развития. Население проживает в аркологических сооружениях, которые эффективно используют пространство и возвышаются над тысячами километров зелёных полей и фруктовых садов.
По сюжету Mass Effect во время раскопок археологи находят на Иден Прайм древний маяк протеан. Альянс Систем принимает решение отдать его Совету Цитадели, дабы улучшить с ним отношения. Для выполнения этой миссии Альянс посылает «Нормандию» под руководством капитана Андерсона. На борту также присутствует Шепард — возможный кандидат в ряды СПЕКТР, который находится под наблюдением Найлуса Крайка — СПЕКТРа, отправленного Советом для наблюдения за выполнением задания. Во время задания на колонию нападают геты и наносят ей тяжёлый удар. После атаки колония восстанавливается от разрушений.
В Mass Effect 3 часть планеты находится под контролем «Цербера». Археологи «Цербера» ведут на планете раскопки протеанских артефактов и находят криокапсулу с протеанином. Во время прохождения миссии можно передать военные данные о «Цербере» повстанцам и таким образом получить военную силу.

### Палавен
Когда турианцы были представлены галактическому сообществу, дипломат-азари поэтично описала их родную планету Палавен как «серебряный мир крепостей и пламени». Слабое магнитное поле Палавена плохо защищает его от солнца, и потому у большей части фауны планеты со временем образовались металлические панцири, укрывающие от солнечной радиации. Примечательна и фауна Палавена, прекращающая уязвимые метаболические процессы днём и восстанавливающая повреждённые клетки ночью.
Заметные в городах турианцев крепости отражают военизированную структуру их общества. После вступления турианцев в галактическое сообщество их внутренние конфликты стали исключительно делами чести, в которых практически не страдали мирные жители. Турианские крепости не выстояли против Жнецов и не выдержали агрессивной бомбёжки Палавена.

### Тессия
Тессия, родная планета азари — крупнейший экономический центр Млечного Пути. Запасы нулевого элемента на этой планете так велики, что оказывают влияние на ценообразование по всей Галактике. Поскольку жизнь на Тессии развивалась в богатом нулевым элементом окружении, там сейчас проживают в основном биотически активные и НЭ-устойчивые виды. Доступ на планету строго контролируется, но полностью избавиться от контрабанды это не помогает.
Вместо единого правительства на Тессии расположено несколько республик, и, хотя у каждой из них есть немалые вооружённые силы, планета отличается тем, что на ней долгое время не было ни внешних, ни внутренних войн. Азари известны своей развитой культурой и политикой, они отлично проявляют себя в дипломатии. Представители азари обладают немалым весом в политике Цитадели и всей Галактики. При этом именно разрозненная политическая структура их родной планеты сделала её жителей неподготовленными к идущей сейчас войне.

### Илос
Во времена золотой эпохи Протеанской цивилизации Илос представлял собой покрытую зеленью планету, на которой повсюду возвышались башни и арки изумительных городов. Неизвестная сила опустошила Илос, превратив поверхность планеты в подобие ржавчины. В атмосфере обнаружено высокое количество кислорода. На тёмной стороне бушуют пожары, предположительно вызванные ударами молний. Это свидетельствует о том, что, возможно, все имевшие дыхательную систему существа вымерли.
Илос известен лишь по описаниям в различных источниках. Несмотря на то, что упоминания об Илосе были найдены на различных протеанских руинах, непосредственное изучение планеты вряд ли осуществимо. Илос находится в районе систем Терминус, доступ к которым был возможен лишь с помощью легендарного мю-ретранслятора. Четыре тысячи лет назад мю-ретранслятор был отброшен далеко в космос в результате взрыва сверхновой. С того момента доступ на Илос и в скопление, в котором он находится, невозможен.
Периодически какой-либо университет пытается организовать экспедицию на Илос, используя обычный ССД. Эти планы никогда не воплощаются в жизнь — слишком велики расстояние и опасности. Перелёт может занят несколько десятков лет, не говоря о том, что придётся лететь через населённые враждебными существами системы Термина и неизведанные сектора.
На Илосе находится Канал-ретранслятор, который протеанские учёные использовали, чтобы попасть на Цитадель для изменения генетического кода Хранителей.

### Горизонт
Планета с умеренным климатом и благоприятными условиями для зарождения жизни на углеродной основе. Атмосфера Горизонта состоит из азота и кислорода и поддерживается обильно растущими здесь фотосинтетическими растениями и бактериями. Хотя местная флора непригодна для человеческого питания, почва на Горизонте столь плодородна, что здесь прижились некоторые земные растения. Теперь колонистам приходится внимательно следить за экологическим балансом. Использование генетически созданных «семян-уничтожителей», из которых вырастают питательные, но не способные к размножению растения, является скорее правилом, чем исключением. Животный мир Горизонта поражает разнообразием, напоминая земную фауну кембрийского периода. Огромные летающие насекомые отлично чувствуют себя в более плотной атмосфере и при более низкой гравитации, чем на Земле, что позволяет им вырастать ещё больше. Микромир оказался довольно безопасен — перед посещением планеты вам придётся сделать только несколько простых прививок от наиболее заразных болезней, передающихся через почву.

### Раннох
Планета, находящаяся в Вуали Персея. Родина кварианцев (позднее — гетов).
Её название переводится с древнекварианского как «сад, окружённый стеной», хотя на сегодняшний день кварианцы называют Раннох просто «Домом». Любопытен тот факт, что на планете нет насекомых, поэтому опыляемые растения вступили в симбиоз с высокоразвитыми животными. Это можно рассматривать как фактор, сопутствующий ослаблению иммунной системы кварианцев, поскольку инфекции могли быть настолько же полезными, насколько и пагубными. Кварианцы, скорее всего, попросту к ним (инфекциям) приспособились.
На Раннохе и других кварианских планетах работают мобильные платформы гетов, продолжающие расчищать руины и загрязнения после Утренней войны в память о погибших лояльно настроенных кварианцах. Сами же геты «живут» на своих космических станциях, где они могут перерабатывать близлежащие астероиды. Для Ранноха геты являются подобием смотрителей, оберегающих планету.
По словам Легиона, Раннох суше Земли, а его звезда древнее Солнца.

### Святилище
Святилище подтверждает правоту расхожей поговорки старых космонавтов: «От того, что планету называют садом, она приятнее не становится». Морозные ледяные бури постоянно возникают на полюсах и в зонах умеренного климата, благодаря чему для жизни пригодна лишь узкая полоса суши на экваторе. Здесь, на сухой, продуваемой сильными ветрами земле, сосредоточена не блещущая разнообразием флора Святилища. Появление жизни на суше ещё впереди, хотя в пелагических морях планеты встречаются довольно большие беспозвоночные.
Местную горнодобывающую промышленность называют не иначе как «рубкой льда» во всех областях, кроме экватора. Это основной вид промышленности Святилища. Планета богата платиной и палладием. Также здесь добывают бор для пропитки полупроводников.

### Терум
Терум — удалённая богатая индустриальная планета, принадлежащая Альянсу Систем. Большое количество залежей тяжёлых металлов стимулировало недавний промышленный рост на Земле. Наличие ископаемых остатков простых организмов, основу которых составлял кремний, свидетельствуете том, что Терум когда-то был более обитаем, чем сейчас. Вероятно, это объясняет факт наличия на поверхности планеты большого количества протеанских руин, основная часть которых разграблена горнодобывающими корпорациями.

### Мигрирующий Флот
Огромное скопление кораблей Кварианцев, образовавшееся после вытеснения их Гетами. Сейчас во флоте около 50 000 кораблей, приставка «нар» означает место рождения. Прохождение всего флота через ретранслятор может занимать несколько дней. Во флотилии насчитывается множество разных классов кораблей. Флот несёт на себе все особи кварианского вида (за исключением отправившихся в паломничество и изгнанников) и сейчас насчитывает около 17 миллионов жителей.

### Прагия
Прагия покрыта джунглями, которые в последнее время растут с ужасающей скоростью из-за вызванных промышленностью мутаций. Это, вкупе с относительной отдалённостью и малонаселённостью, сделало планету прекрасной базой для наркоторговцев, контрабандистов оружия, пиратов, наёмников, террористов и разведчиков, не желающих афишировать свою деятельность. Длительное проживание на Прагии практически невозможно, поскольку мутировавшие (а порой и ядовитые) растения могут полностью поглотить новые колонии за несколько дней, не говоря уже о многолетней перспективе.

### Сур`Кеш
Родина саларианцев похожа на земные джунгли — она изобилует жизнью, радует глаз, но довольно опасна и не слишком комфортна. На ранних стадиях развития общества у саларианцев были проблемы с загрязнением среды из-за их любви к технике. К счастью, были быстро приняты меры, позволившие Сур’Кешу сохранить многочисленное, но вовсе не чрезмерное население. Планета располагает большими запасами пресной воды, чем Земля, поэтому даже в больших городах не возникает сложностей с её получением.
Сур’Кеш находится вдали от тёмной части космоса, поэтому вторжение Жнецов на него пока не началось. Тем не менее, правители сознают, что планета находится на пути врага. Поскольку их военная доктрина не допускает нанесений упреждающего удара, многие считают, что саларианское войско находится в невыгодном положении.

### Земля
До вторжения Жнецов население планеты составляло 11,4 миллиардов человек. На Земле всё ещё существуют отдельные государства, но они входят в союз Альянса Систем. Экологическая ситуация значительно улучшилась, так как земные ресурсы давно иссякли и теперь нужные ресурсы добываются в других планетах, принадлежавших людям, несмотря на это климат Земли значительно изменился и стал непредсказуемым после экологической катастрофы конца XXI века, в частности уровень моря поднялся на 2 метра, и есть повышенная вероятность возникновения катаклизмов. В некоторых странах всё ещё сохраняется низкий уровень жизни, в то время, как в более процветающих странах, с помощью генной инженерии, сумели избавиться от большинства болезней.
В 3 части игры Жнецы вторгаются на Землю. Шепард эвакуируется из Ванкувера для спасения Земли и Галактики. На Земле, в Лондоне, происходит последняя битва со Жнецами.
От игрока зависят последствия, нанесённые жнецами при атаке. При лучшем раскладе жнецы нанесут значительный урон земной популяции, но после победы большинство людей и государства выживут, и человеческая цивилизация будет дальше существовать. При более плохом раскладе жнецы будут повержены, но успеют истребить всех жителей Земли, тем самым нанеся непоправимый урон человечеству, превратив их в малый вид, наподобие дреллов. При самом худшем раскладе человечество и остальные разумные виды будут поголовно истреблены жнецами.

## Основные локации Андромеды

### Скопление Элея
Звёздное скопление в галактике Андромеда, место назначения ковчегов проекта Инициатива «Андромеда».
Скопление Элея состоит из более чем тридцати звёздных систем и находится на окраине галактики Андромеды. Элей был выбран начальной точкой для Инициативы «Андромеда» после проведения дальнего сканирования, показавшего необычно большое количество планет, пригодных для жизни. В центре скопления находится крупная чёрная дыра, что может объяснить богатые месторождения нулевого элемента.

### Нексус
Космическая станция, штаб Инициативы «Андромеда».
Во время полёта «Нексус» летит «недостроенным», его «достройка» планировалось после прибытия в Андромеду. Также, фактически является одним из ковчегов, на котором помимо видов, имевших свои ковчеги, летели также кроганы.
Фактически является аналогом Цитадели в Андромеде, на нём располагаются: архивы центра культуры, гидропонические сады, бар «Вихрь», командный центр и штаб Первопроходцев.

### Эос («Жилище-1»)
Пустынная, богатая ресурсами планета, обозначенная как «Жилище-1», была самым первым «золотым миром», выбранным для размещения аванпоста. На момент прибытия в Андромеду, подвержена смертоносным радиоактивным бурям. Занесена в каталоги как неблагоприятная для жизни после многочисленных попыток колонизации. Однако, после успешной активации Хранилища и начала терраформирования на ней был создан первый успешный аванпост Инициативы — Продромос.

### Элааден («Жилище-2»)
Жаркий и пустынный спутник газового гиганта, благодаря огромным минеральным богатствам, и несмотря на негостеприимный климат, считался «золотым миром», обозначенным как «Жилище-2». Приливные гравитационные эффекты вызывают извержения силиката натрия, разбрасывающие по поверхности планеты необычно чистый кремниевый песок, высоко ценящийся в производстве компьютерного оборудования.
Элааден почти лишён воды, что делает попытки создания долговременного поселения безнадёжными, «Нексус» рекомендует по возможности воздержаться от посещения Элаадена. Кроганы основали на Элаадене колонию, названную «Новой Тучанкой» и яростно сражаются за независимость.

### Хаварл («Жилище-3»)
Один из «золотых миров», обозначенный как «Жилище-3». Считается древней родиной ангара.
Дальняя разведка, проведённая Инициативой, показала, что Хаварл является миром-садом с живописными зелёными джунглями и обильными запасами жидкой воды. На момент прибытия в Андромеду, Хаварл изменился до неузнаваемости. Джунгли стали покрывать большую часть планеты, демонстрируя странные модели роста. Произошли мутации и гормональные изменения в растениях из джунглей, из-за чего они стали не только крайне выносливыми, но и опасными для приёма в пищу.

### Кадара («Жилище-4»)
Гористая планета, ранее заселённая ангара. Один из «золотых миров», обозначенный как «Жилище-4».
Кадара представляла большой интерес для Инициативы после дальней разведки. Изобилие воды и содержащая кислород атмосфера сделали её сильным кандидатом на колонизацию. На момент прибытия в Андромеду выяснилось, что вода в источниках испорчена и непригодна для питья. На планете есть поселение «Порт-Кадара», ранее служившее торговым пунктом ангара, а теперь служащее в качестве перевалочного пункта для пиратов и изгнанников с «Нексуса», из-а чего сотрудникам Инициативы рекомендуется держаться от него подальше.

### H-047c («Жилище-5»)
Один из «золотых миров», обозначенный как «Жилище-5», предназначенный для турианцев и кварианцев. Планета являлась пунктом назначения турианского ковчега «Натанус».
На момент прибытия в Андромеду, планета оказалась полностью разрушена и под влиянием Скверны превратилась в пояс астероидов с зашкаливающей радиацией, почва потеряла способность к жизнеобеспечению, хотя осталась потенциальным источником ценного гелия-3.

### Воелд («Жилище-6»)
Холодная планета, третья планета в системе Нол, некогда бывшая столицей империи ангара. До прибытия в Андромеду Воелд был известен Инициативе как один из «золотых миров», «Жилище-6», планета-сад с широкими океанами и преимущественно ровным и мягким климатом. Эти данные подтверждают и историки ангара: некогда Воелд был густонаселённым и процветающим миром, столицей древней империи этого народа.
После появления Скверны гравитационная аномалия повлияла на орбиту Воелда, что вызвало ледниковый период, в результате чего большая часть ангара была вынуждена переселиться в подземные города и небольшие поселения, разбросанные по всей поверхности планеты.
Будучи стратегическим и культурным центром ангара, Воелд не мог не привлечь внимания кеттов, и в конце концов те основали на планете укреплённую базу, после чего вступили в длительное противостояние с ангарским Сопротивлением.

### «Жилище-7»
Один из «золотых миров» предназначенный для человечества. Первая планета на которую высаживается человеческий первопроходец со своей командой. На момент прибытия в Андромеду планета непригодна для жизни, её атмосфера в основном состоит из аргона и азота, и мало какие растения, которые планировалось здесь выращивать, выжили.
При достижении стопроцентной жизнепригодности всех планет, «Жилище-7», в честь протагониста, может быть переименовано в «Райдер-1».

### Айя
Небольшая планета заселённая ангара. Является аномалией в скоплении Элея, так как, несмотря на недружелюбный климат на большей части планеты, остаётся плодородной планетой там, где, похоже, функционирует объект Реликтов. На планете расположен штаб Сопротивления кеттам.
Благодаря тому что планета скрыта чёрной дырой и Скверной, кетты не могут её обнаружить.

### Хи Тасира
Космическая станция джардаан, центр управления Меридианом.

### Меридиан
Искусственное сооружение размером с планету с собственной экосистемой, расположенной на внутренней стороне сферы. Создан джардаан для поддержания жизни в Андромеде, а также для контроля за хранилищами на терраформируемых мирах скопления Элея. Напоминает по своей конструкции Сферу Дайсона, хотя гораздо меньше её по размерам.

#### Порт-Меридиан
Человеческий порт и город внутри Меридиана на месте падения «Гипериона», человеческая столица. Представляет собой переделанную надстройку «Гипериона», которая переоборудуется в стационарные жилищные объекты и исследовательские лаборатории.

## Организации

### Совет Цитадели
Совет Цитадели (англ. Citadel Council) — верховный орган управления в галактике. Совет контролирует подавляющую часть обитаемых областей. В начале событий серии он состоит из представителей 3 видов: азари, саларианцев и турианцев. Дальнейшее его будущее в руках игрока (см. раздел Люди).
Совет Цитадели был создан задолго до выхода людей в космос азари и саларианцами, к которым позже присоединились турианцы.
Примечательно, что виды, имеющие посольство на Цитадели, считаются «ассоциированными членами Совета Цитадели».

### Альянс Систем
Альянс систем (англ. Systems Alliance) — политическая организация людей, созданная почти сразу после обнаружения протеанских руин на Марсе. Его основная функция — защита человеческих колоний и станций, находящихся за пределами Солнечной системы. В Альянс входит весь военный галактический флот человечества, а также гарнизоны колоний. Земля всё ещё разделена на отдельные государства. Высший орган Альянса — парламент Систем. Он располагается на станции Арктур и будет уничтожен во время вторжения Жнецов. Высшее военное командование располагается в Ванкувере.

### «Цербер»
«Цербер» (англ. Cerberus) — прочеловеческая организация, появившаяся сразу после войны первого контакта. Во главу угла ставит возвышение и процветание людей. Официально «Цербер» считается незаконной экстремистской организацией, но неофициально Альянс Систем периодически сотрудничает с ним. Для достижения своих целей «Цербер» не гнушается негуманных и противозаконных методов.
«Цербер» разделён на несколько изолированных проектов-ячеек, каждая из которых управляется оперативником, подчиняющимся лично «Призраку» — лидеру организации. Самой известной ячейкой является проект «Лазарь», созданный специально для восстановления Шепарда.
К моменту Mass Effect 3 «Цербер» располагает значительными наземными и космическими силами и способен вести открытые боевые действия против Альянса Систем и его союзников. Возглавляемый Призраком, он всячески противостоит создаваемому Шепардом военному союзу против Жнецов, параллельно ведя исследования в области управления Жнецами, намереваясь с их помощью обеспечить переход человечества на качественно новый уровень развития. Свои силы они комплектуют психически обработанными («интегрированными») бойцами, часто с щедрой долей кибернетики, основанной на технологиях Жнецов, что позволяет им пускать в ход пленников и обманутых беженцев.

### СБЦ
СБЦ, или Служба Безопасности Цитадели (англ. C-Sec, Citadel Security) — организация, занимающаяся охраной правопорядка на Цитадели. Для наилучшего выполнения данных обязанностей СБЦ разделена на несколько подразделений: охрана должностных лиц, полиция, следственный отдел, отдел таможенного контроля, отдел информационной безопасности, военизированные группы специального реагирования и космические патрули.

### СПЕКТР
СПЕКТР или СПЕциальный Корпус Тактической Разведки (англ. Spectre or SPECial Tactics and REconnaissance) — засекреченная организация, управляемая напрямую Советом Цитадели. Агенты организации обладают особыми полномочиями и для выполнения задания имеют право действовать в обход закона. Агентов обычно называют просто «спектры».

#### Известные спектры
Сарен Артериус — самый молодой турианский спектр, назначенный Советом. Статус спектра аннулирован в 2183 году после подтверждения преступного сговора Сарена с гетами. Был убит Шепардом во время атаки на Цитадель (или же убивает себя сам).
Найлус Крайк — один из наиболее ярких турианских спектров. Убит Сареном Артериусом во время инцидента на Иден Прайм в 2183 году.
Йоднум Бау — спектр-саларианец, расследующий деятельность одурманенного ханара, намеревающегося уничтожить автоматическую оборону родины. В этом ему требуется помощь Шепарда в Mass Effect 3.
Тела Вазир — спектр-азари. Стала известна благодаря раскрытию хищения экономических отчётов из министерства финансов Совета Цитадели и разгрому сети работорговцев в саларианском городе Аэгор на планете Насурн. Убита в 2185 году капитаном Шепардом после того, как выяснилось, что она — агент Серого Посредника.
Лонар Мэран (Маэран) стала известна в результате участия в неудачной попытке покушения на Лиру Спайт, Верховного Директора «Сонакс Индастриз» на Гавруге (появилась в новостях Цербера 23 декабря 2010 года в англоязычном варианте, выпуск на русском языке не найден).
Дэвид Андерсон во время событий Mass Effect: Открытие, по инициативе командования Альянса Систем и посла Гойл, был предложен Совету Цитадели как возможный первый человек-спектр. Для демонстрации навыков и проверки Дэвид, вместе со спектром-турианцем Сареном Артериусом, был отправлен на задание по поимке организаторов бойни — доктора Шу Чианя и батарианца Эдана Хад’даха. Сарен, движимый своей ненавистью к людям и корыстным интересом к исследованиям доктора и найденному Хад’дахом артефакту, подставил Дэвида, устроив бойню и убив основных фигурантов дела. В своём отчёте о задании перед Советом Сарен взвалил вину за обилие жертв среди мирного населения и гибель основных целей на Дэвида Андерсона, своего «напарника». С тех пор прошлое Андерсона как спектра — непопулярная тема в Совете Цитадели.
Шепард — первый человек, официально произведённый в спектры (2183 год). Статус спектра аннулирован после гибели Шепарда в бою в том же году (может быть восстановлен в 2185 году, после возрождения Шепарда в результате проекта «Лазарь», и точно будет восстановлен/подтверждён в начале третьей части трилогии).
Кайден Аленко/Эшли Уильямс — выживший на Вермаире продолжает служить Альянсу, и в конечном итоге становится спектром в 2186 году по личному приглашению советника Удины.
К тому же Гаррус Вакариан в первой части игры сообщает Шепарду о том, что он собирается подать свою кандидатуру в спектры, в чём Шепард может его поддержать либо не поддержать, что, впрочем не имеет особой важности, так как после смерти капитана Гаррус в любом случае становится вигилантом.
Также на Цитадели пользуется успехом боевик с элементами юмора про Бласто — вымышленного ханара-спектра.

### Юстицары
Юстицары — класс фактически неприкасаемых азари, вершащих правосудие внесудебными методами и действующих почти исключительно на территории азари. Лишь за последнее десятилетие юстицары ликвидировали на территории азари несколько десятков криминальных сообществ, управляемых как их сородичами, так и представителями других видов. При возможности они способны действовать аккуратно, а при необходимости — жёстко. Преданные своему делу юстицары, в которых Орден развивает силу, биотические способности, находчивость, аскетизм и беспощадность, в представлениях азари окружены ореолом романтики и страха.
Юстицары, как правило, действуют поодиночке, но, благодаря огромному объёму информации, к которой у них есть доступ, очень эффективно. Любая азари, вступившая в ряды юстицаров, уже имеет опыт разведывательной работы, расследования преступлений и ведения боевых действий, исчисляемый сотнями лет. Опыт юстицаров обычно даже превосходит опыт Спектров.
Юстицары предпочитают независимость, они не только редко нуждаются в помощи, но и резко отказываются от неё — с таким опытом и умениями, как у них, обычно соседствует немалое самомнение. Из-за конфликтов, вызванных таким самомнением, Орден юстицаров решил разработать так называемые Клятвы причастности. В этих клятвах говорится о защите невинных, о наказании виновных и защите законов и норм общества азари. Предназначение Клятв в том, чтобы юстицары действовали в согласии с существующей властью азари, а не желали перекроить общество в угоду себе. Тем не менее, возможность устранения юстицарами государственного переворота беспокоит властную верхушку азари, и более того — вынуждает её предпринимать определённые меры. Из всех клятв наименьшей популярностью пользуется Третья Клятва причастности. Эта клятва, требующая от юстицаров чтить существующую власть даже выше собственного кодекса, применяется в тех случаях, когда от не признающих компромиссов юстицаров требуется определённая гибкость мышления.

### «Синие светила»
«Синие светила» (англ. Blue Suns) — частная охранная организация, официально занимающаяся охранным бизнесом и конвоированием заключённых, в действительности же являющаяся одной из основных наёмнических группировок. организация была основана в начале 2160-х Заидом Массани и Видо Сантьяго. Официальной частью организации управляет батарианец Солем Дал’сера, однако истинная власть принадлежит Сантьяго.
Влияние организации распространяется на весь Скиллианский Предел, как в пространстве Цитадели, так и в системах, не имеющих официальной власти. «Синие светила» известны своей репутацией дорогих, но очень эффективных наёмников. Суммарное количество и качество вооружения бойцов сопоставимо с частной армией. Каждый из членов организации должен наносить татуировку на любую часть тела в форме синего Солнца. На время секретных и особо опасных операций, татуировка может быть временно сведена кислотой.
Достоверно известно, что «Синие светила» замешаны в вымогательстве, рэкете, работорговле, разбое и заказных убийствах. Тем не менее, по сегодняшний день против организации не выдвинуто обвинений, а против участников не заведено уголовных дел.
В «Синие светила» набирают исключительно батарианцев, турианцев и людей, однако, в Mass Effect: Redemption в рядах группировки присутствуют кроганы.

### «Затмение»
«Затмение» (англ. Eclipse) — организация, официально занимающаяся охранным бизнесом «упреждающего действия», в действительности являющаяся одной из основных наёмнических группировок, основанной десантницей азари Джоной Седерис.
Находясь под влиянием военной доктрины азари и саларианцев, «Затмение» специализируется на саботаже, заказных убийствах, личной и корпоративной охране. Правительства Цитадели относятся к организации с недоверием, вплоть до враждебности, однако ей открыт доступ в системы Термина и Скиллианский предел.
В «Затмение» набирают азари, людей и саларианцев.

### «Кровавая стая»
«Кровавая стая» (англ. Blood Pack) — одна из наиболее известных банд наёмников, в основном действующая в пределах систем Термина. Возникнув как маленькая банда ворка, «Кровавая стая» трудами дальновидного крогана-полководца Ганара Ранга превратилась в мощную армию.
Подконтрольная Цитадели часть космоса для «Кровавой стаи» закрыта, поэтому наёмникам приходится пробивать себе путь к горячим точкам галактики при помощи взяток, а то и шантажа.
Банда состоит исключительно из кроганов, занимающих высокие посты, и ворка — плохо вооружённого «пушечного мяса».

### КАТ6
КАТ6 — наёмническая организация, состоящая из бывших военнослужащих Альянса. Своё название берёт от термина «Категория 6», ею обозначали военнослужащих Альянса, которые были с позором уволены. Члены КАТ6 имеют много судимостей и часто употребляют стероиды.

### «Эланус Риск Контрол Сервисез»
«Эланус Риск Контрол Сервисез» (англ. Elanus Risk Control Services), она же ЭРКС (англ. ERCS) — частная охранная организация, предоставляющая широкий спектр услуг: от обычного обеспечения безопасности нанимателя до предоставления в пользование профессиональных групп наёмников и боевых кораблей для борьбы с пиратами. Была создана как частная турианская организация, но позже разрослась, превратившись в мультивидовой конгломерат.

### Инициатива «Андромеда»
Инициатива «Андромеда» (англ. Andromeda Initiative) — организация, занимающаяся переселением представителей разумных видов из галактики Млечный Путь в галактику Андромеды.
Инициатива была основана в 2176 году предпринимателем Джиён Гарсон и запущенна в 2185 году, является мирным проектом многих народов. В её рамках учёные, Первопроходцы и поселенцы должны были отправиться в галактику Андромеды в поисках нового дома. Благодаря поддержке влиятельных персон, программа с момента своего основания значительно выросла. Конечной целью проекта является постоянное присутствие в богатой ресурсами Андромеде и создание устойчивого сообщения с Млечным Путём.
В рамках инициативы было построено шесть кораблей — пять ковчегов, четыре — по одному для каждого вида-члена-Совета — «Гиперион» для людей, «Паарчеро» для саларианцев, «Натанус» для турианцев и «Левсиния» для азари — и пятый, «Кила Си’ях», для кварианцев, а также головной корабль «Нексус». На каждом ковчеге был свой Первопроходец, на которого была возложена обязанность найти новый дом среди так называемых «золотых миров».
Так как даже на сверхсветовом перемещении путешествие занимало более 600 лет, колонисты всё время перелёта находились в криостазисе.

#### Известные первопроходцы
Алек Райдер — Первопроходец ковчега людей — «Гипериона». Погиб во время высадки на «Жилище-7».
Райдер — сын/дочь Алека Райдера, занимает место Первопроходца после смерти отца.
Зевин Раека — Первопроходец ковчега саларианцев — «Паарчеро».
Люмонт Хайджер — капитан «Паарчеро», может стать Первопроходцем в случае смерти Раеки.
Матриарх Ишара — Первопроходец ковчега азари — «Левсинии».
Сарисса Терис — заместитель Первопроходца азари, становится Первопроходцем после смерти матриарха Ишары.
Ведерия Дамали — помощница Сариссы, может стать Первопроходцем в случае её смещения.
Мэйсен Барро — Первопроходец ковчега турианцев — «Натануса».
Авитус Рикс — заместитель Первопроходца турианцев, может стать Первопроходцем после подтверждения смерти Мэйсена Барро.
На кварианском ковчеге тоже есть Первопроходец, но его/её имя неизвестно.
Также, изначально, новым Первопроходцем людей должна была стать Кора Харпер, заместитель Первопроходца, однако Алек решил передать должность сыну/дочери.

## Аномалии

### Скверна
Скверна (англ. Scourge, дословно «Плеть») — это огромное облако из нестабильной тёмной энергии, распространённое по всему скоплению Элея галактики Андромеды. Радиация, излучаемая Скверной, сделала непригодными для жизни многие планеты, вызывая глобальные гравитационные и электромагнитные аномалии. Среди таких планет оказались все «Золотые миры», обнаруженные Инициативой «Андромеда».
На момент основания Инициативы «Андромеда» и запуска ковчегов Скверны не было. Её появление зарегистрировано примерно в 2400-х годах. Феномен, предположительно, был оружием, направленным против джардаан — «нацеливаясь» на корабли и технику древней цивилизации, Скверна полностью выводила их из строя либо физически уничтожала. Однако, деструктивное воздействие Скверны не оказывало столь масштабного влияния на корабли Инициативы. Хотя «Нексус» и ковчеги, столкнувшись со Скверной, и получили повреждения, они без особых потерь продолжили функционирование, в то время как корабли и постройки джардаан оказывались полностью неспособными к дальнейшему существованию.

## Хронология событий
Хронология событий в вымышленном мире. В качестве системы летоисчисления используется григорианский календарь.

### События в Млечном пути

#### Давние события
- Около 1 000 000 000 лет до н. э. — Левиафаны правят всеми разумными видами. Создание Катализатора и появление первого жнеца.
- Около 48 000 лет до н. э. — уничтожение цивилизации протеан жнецами.
- Около 580 лет до н. э. — азари обнаруживают Цитадель.
- Около 500 лет до н. э. — создание Совета Цитадели азари и саларианцами.
- I—II век — Рахнийские войны.
- II—X век — Кроганские восстания, применение генофага.
- Конец XIX века — восстание гетов, вынужденное бегство кварианцев из родных систем.

#### Новейшие события
- 2069 год — основана первая колония землян на Луне (база Армстронг в кратере Шелтона).
- 2103 год — основана первая колония землян на Марсе (город Лоуэлл в каньоне Эос).
- 2142 год — начато строительство станции за пределами орбиты Сатурна («Гагарин» или «Нулевой скачок»).
- 2148 год — геологи-разведчики находят протеанские руины на Марсе.
- 2149 год — человечеством создаётся Альянс Систем, начинается активная колонизация незаселённых территорий.
- 2151 год — в результате неосторожного обращения с грузом в Международном космопорте Сингапура происходит выброс пылеобразного нулевого элемента. В том же году Альянс Систем начинает строительство космической станции «Арктур».
- 2152 год — почти 30 % детей, рождённых в Сингапуре после выброса нулевого элемента, страдают раковыми заболеваниями. В том же году Альянс Систем начинает заселение первой колонии, которая расположена за пределами Солнечной системы, на планете Деметра.
- 2154 год, 11 апреля — рождается капитан Шепард.
- 2155 год — Альянс Систем заселяет завершённые секции «Арктур» и учреждает там свою штаб-квартиру.
- 2157 год — «Война Первого Контакта» — военный конфликт между людьми и турианцами.
- 2158 год — человечество осознаёт потенциал биотических способностей. Предпринимаются попытки отследить утечку нулевого элемента (не более 10 % детей, подвергнувшихся воздействию нулевого элемента, демонстрируют биотические способности различного уровня).
- 2160 год — сформирован парламент Альянса Систем.
- 2165 год — человечество открывает посольство на Цитадели.
- 2170 год — батарианские работорговцы осуществляют нападение на планету Мендуар, колонию Альянса Систем.
- 2176 год — «Скиллианский блиц» — атака террористов и наёмников на колонию Альянса Систем Элизиум, в Скиллианском пределе. Джиён Гарсон основывает Инициативу «Андромеда».
- 2177 год — «молотильщики» уничтожают колонию Альянса Систем на Акузе.
- 2178 год — в ответ на «Скиллианский блиц» Альянс Систем уничтожает базы террористов на планете Торфан.
- 2183 год — события Mass Effect. Атака армии «Властелина» на Цитадель. Шепард становится первым человеком СПЕКТРом. Смерть Сарена Артериуса.
- 2183—2185 год — массовые похищения людей Коллекционерами. Создание проекта «Лазарь». События Mass Effect 2. Шепард собирает команду и атакует базу Коллекционеров. Шепард победил Коллекционеров и порвал связи с Призраком[48].
- 2185 год — запуск Инициативы «Андромеда», отправка колонистов в галактику Андромеды.
- 2186 год — события Mass Effect 3. Полномасштабное вторжение Жнецов. Шепард отправляется собирать войска. Во время завершения атаки на Землю Шепард погибает, при попытке контролировать жнецов или попытке скрестить генокод синтетиков и органиков, а если боеготовность союзников высока, выживает при уничтожении жнецов.

### События в Андромеде

#### Давние события
- 1600 год до н. э. — джардаан терраформируют планеты скопления Элея и заселяют их представителями искусственно созданного вида — ангара.

#### Новейшие события
- XXV век — в скопление Элея вторгается Скверна, нарушая межзвёздные коммуникации и перемещения ангара и уничтожая их планеты. Среди поражённых планет оказались все Золотые миры, обнаруженные Инициативой «Андромеда». Спасаясь от Скверны, Джардаан запускают Меридиан в глубокий космос и покидают скопление.
- XXVI век — медленно приспособляясь к существованию Скверны в космосе, ангара удаётся частично восстановить межзвёздные перемещения, однако вековая изоляция наложила на них определённый отпечаток, и отношения среди выходцев с разных планет становятся холодными, а местами — враждебными.
- 2740-е годы — кетты под предводительством Архонта впервые появляются в скоплении Элея и вступают в агрессивный конфликт с местными. Государства ангара из-за своей разобщённости оказываются неспособными выстоять против захватчиков. Столкнувшись с общим врагом, ангара начинают объединяться для противостояния кеттам. Зарождается Ангарское Сопротивление.
- 2818 год — «Нексус» прибывает в Андромеду и сталкивается со Скверной. Джиён Гарсон убивают. Поднимается мятеж на «Нексусе», мятежники изгоняются и захватывают Кадару. Кроганы покидают «Нексус» и заселяют Элааден. Изгнанники на Кадаре разделяются на «Отверженных» и «Коллектив».
- 2819 год — прибывают ковчеги. События Mass Effect: Andromeda. Райдер активирует Хранилища на некоторых планетах и основывает на них аванпосты, находит ковчеги турианцев, азари и саларианцев, побеждает Архонта и запускает Меридиан. Основывается Порт-Меридиан. До «Нексуса» доходит сигнал с ковчега кварианцев.

## Отзывы и критика
На портале GAMEPRO был проведён сравнительный анализ научно-фантастической базы вселенной Mass Effect, и были сделаны следующие выводы:
- Жнецы периодически уничтожают разумную жизнь в галактике, руководствуясь либо рациональной причиной, либо заложенным при создании алгоритмом. Возможно, они хотят внести поправку, улучшение, но не находят способа сделать такое обновление и поэтому решают всех уничтожить. Возможно стирают индивидуальную реальность одного человека — это сравнимо с уничтожением планеты.[49][50].
- Профессор Гарольд Геллер назвал число разумных видов «достоверным» и «реалистичным»[49][50].
- Современная наука считает, что перемещение со скоростью большей скорости света невозможно (разве что — Телепортация или варп-технологии), но в игре используется некая фантастическая технология (Эффект массы), поэтому судить о правдоподобности нельзя[49][50].
- Мгновенная связь с помощью квантовой пары возможна, благодаря слабым квантовым измерениям.
- То, что в серии называется голограммой, таковой не является, но и такое устройство вполне возможно создать[51][52].
- Высокая приспособленность кроганов вполне правдоподобна, дублирующие системы органов — не совсем[51][52].